# 半田市
半田市（はんだし）は、愛知県の尾張地方にある市。知多半島の中央部に位置している。計量特定市。

## 概要
1937年（昭和12年）、半田町・亀崎町・成岩町が合併して半田市が発足した。愛知県内では6番目、知多半島で最初の市制施行であった。その後は新たな合併を経験せず現在に至っている。
江戸時代中期から本格化した醸造業の成長とともに、港湾都市として発達した。明治以降は知多半島における行政の中心となる。太平洋戦争後には鉄鋼や自動車関連産業などの製造業も進出している。名古屋都市圏の中心市の1つであり、特に知多地域における政治・経済・文化の中心機能を担っている。
1958年（昭和33年）には半田市議会が「原水爆実験禁止並びに核兵器持込み反対核非武装宣言」に関する決議を行い、日本で初めて非核を宣言した市となった。市制55周年の節目である1993年（平成5年）には「非核・平和都市宣言」の決議を行った。
『ごん狐』などで知られる童話作家新美南吉の出身地でもあり、市内には新美南吉記念館があるほか、記念館周辺には童話にちなんだ花（彼岸花）や畑なども広がっている。

## 地理

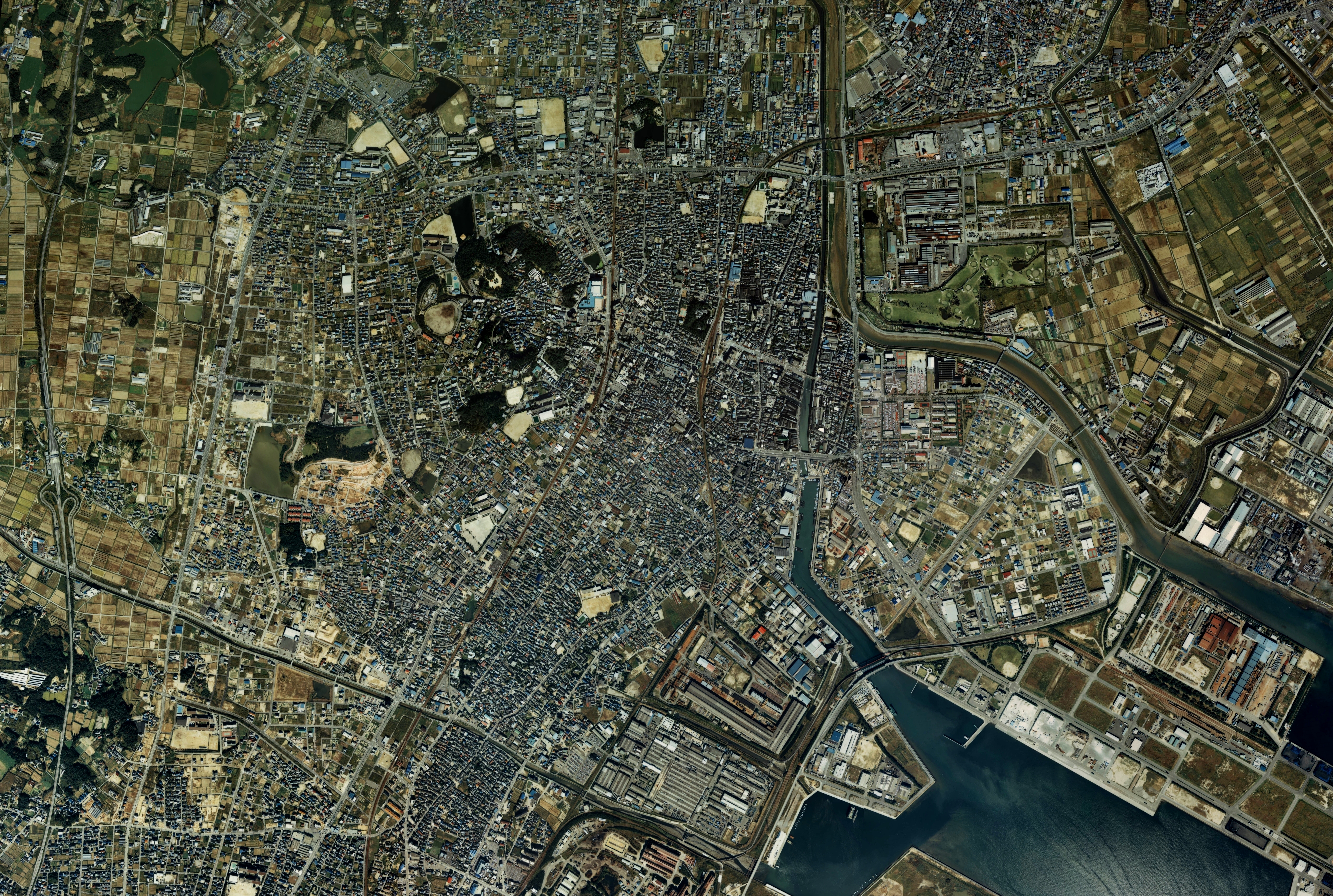
半田市中心部周辺の空中写真。
1987年撮影の10枚を合成作成。。

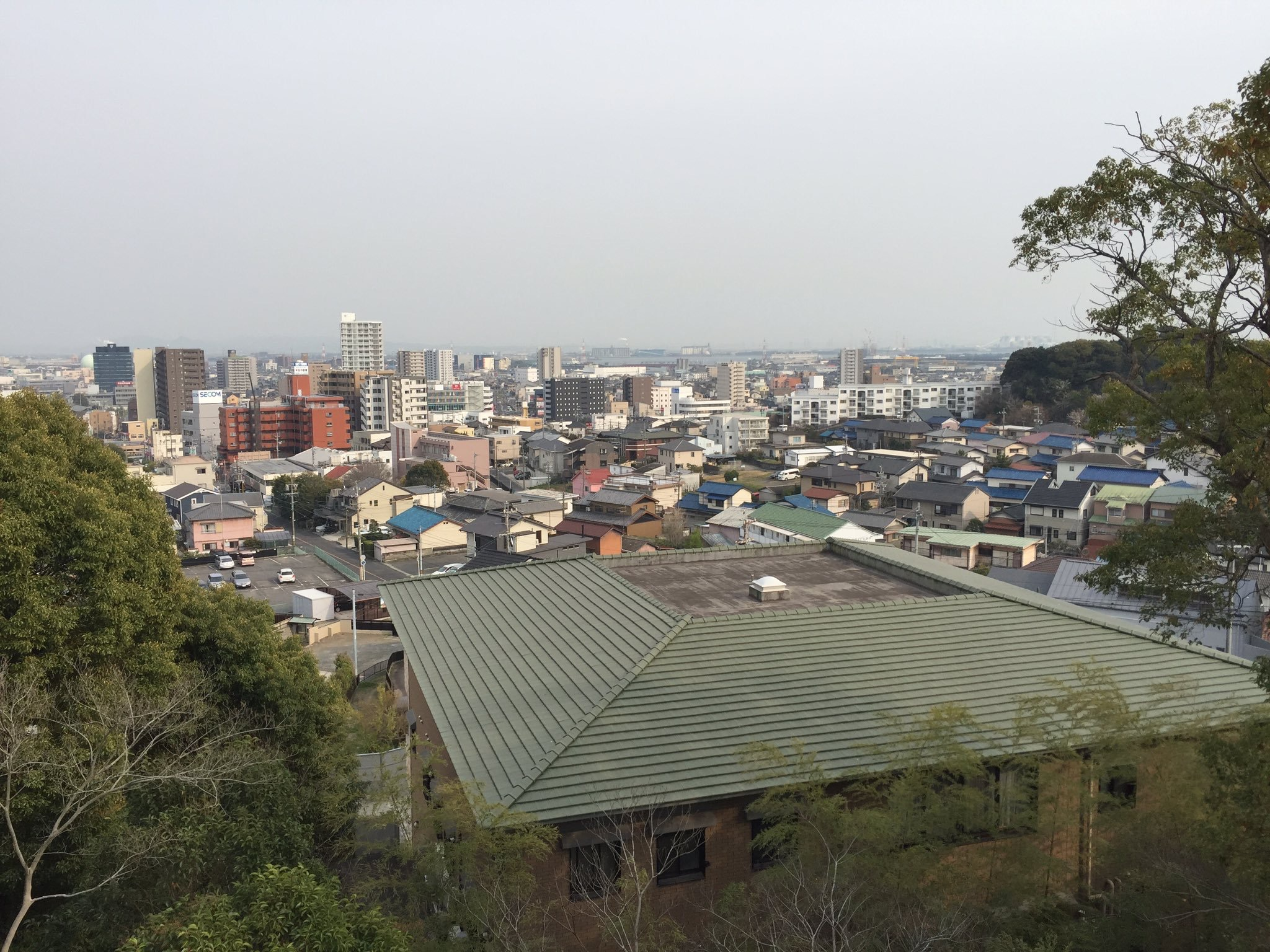
雁宿公園展望台から見た半田市中心市街地

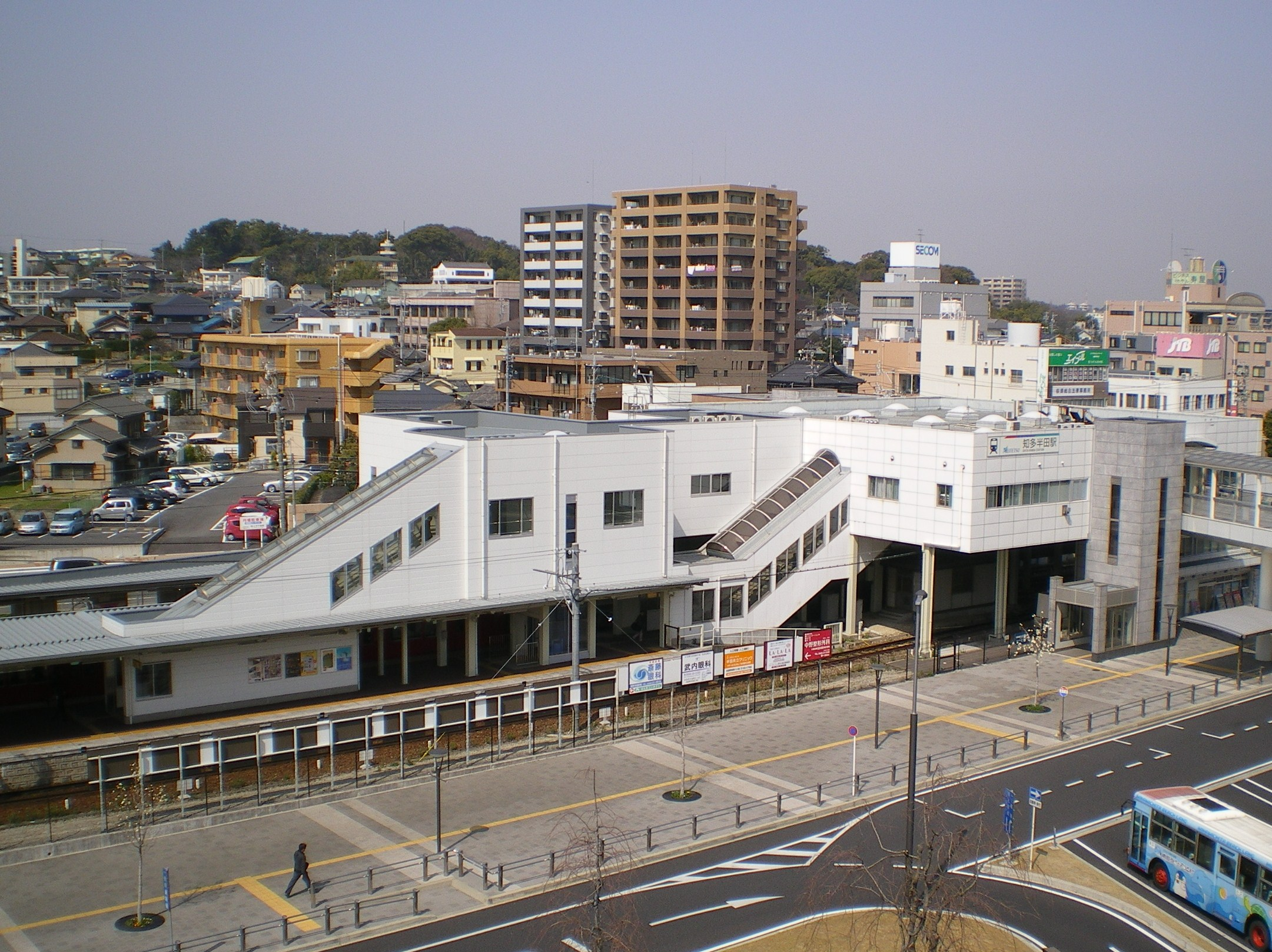
知多半田駅と半田市中心市街地

知多半島東海岸の中部に位置し、市域はＬ字の左右を反転させたような形をしている。東は衣浦湾に面し、西は知多丘陵で常滑市と接する。市域の中央を縦断して流れる阿久比川・十ヶ川の河口付近が、市役所等の集中する中心部である。
市街地はかつての海岸線沿いや干拓地にあり、内陸部に住宅地が広がっている。埋立地は主に工業用地として利用されている。丘陵部は農業用地となっている。
沿岸部をJR武豊線と国道247号線が、内陸部を名鉄河和線が、西部の丘陵地を知多半島道路・南知多道路がそれぞれ縦断している。

### 地形
知多半島中央の丘陵部から、埋立てで整備された衣浦港にかけて、西高東低の地形となっている。市内最高地点は海抜83.7mである。

#### 河川
- 阿久比川
- 十ヶ川
- 矢勝川
- 稗田川
- 神戸川

#### 湖沼
小規模なため池が点在する。
- 七本木池
- 上池

### 人口
| |                                        |  |
| 半田市と全国の年齢別人口分布（2005年） | 半田市の年齢・男女別人口分布（2005年） |  |
| ■紫色 ― 半田市 ■緑色 ― 日本全国 | ■青色 ― 男性 ■赤色 ― 女性              |  |
| 半田市（に相当する地域）の人口の推移 \| 1970年（昭和45年） \| 80,663人 \| \| \| 1975年（昭和50年） \| 85,824人 \| \| \| 1980年（昭和55年） \| 89,328人 \| \| \| 1985年（昭和60年） \| 92,883人 \| \| \| 1990年（平成2年） \| 99,550人 \| \| \| 1995年（平成7年） \| 106,452人 \| \| \| 2000年（平成12年） \| 110,837人 \| \| \| 2005年（平成17年） \| 115,845人 \| \| \| 2010年（平成22年） \| 118,828人 \| \| \| 2015年（平成27年） \| 116,908人 \| \| \| 2020年（令和2年） \| 117,884人 \| \| |                                        |  |
| 総務省統計局 国勢調査より |                                        |  |
| 1970年（昭和45年） | 80,663人                               |  |
| 1975年（昭和50年） | 85,824人                               |  |
| 1980年（昭和55年） | 89,328人                               |  |
| 1985年（昭和60年） | 92,883人                               |  |
| 1990年（平成2年） | 99,550人                               |  |
| 1995年（平成7年） | 106,452人                              |  |
| 2000年（平成12年） | 110,837人                              |  |
| 2005年（平成17年） | 115,845人                              |  |
| 2010年（平成22年） | 118,828人                              |  |
| 2015年（平成27年） | 116,908人                              |  |
| 2020年（令和2年） | 117,884人                              |  |

### 隣接している自治体
愛知県
- 常滑市
- 知多郡武豊町
- 知多郡阿久比町
- 知多郡東浦町
- 碧南市（衣浦港を挟んだ対岸）
- 高浜市（衣浦港を挟んだ対岸）

## 歴史

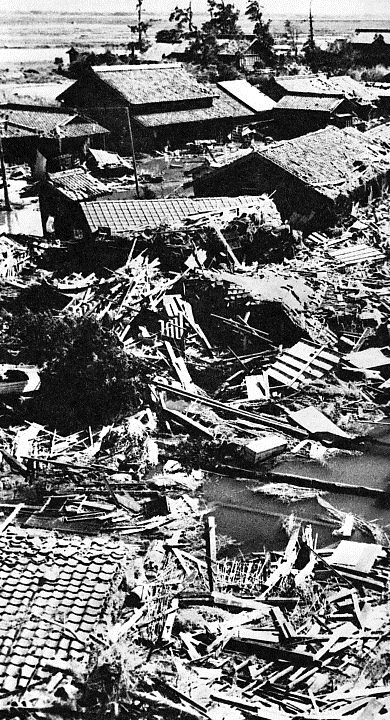
伊勢湾台風による被害

江戸時代、市域は尾張藩、犬山城主成瀬氏（のちに犬山藩を立藩）、および寺社の領地であった。市制施行まで知多郡に属していた。
- 18世紀末ごろ - 清酒の製造が発展し、江戸への出荷（江戸積み）が急増する。
- 19世紀初めごろ（文化年間） - 中野又左衛門（初代）が酢づくりを始める。
- 19世紀中ごろ（安政年間） - 半田運河が開かれる。
- 1886年（明治19年）3月1日 - 官設鉄道が武豊 - 熱田間に開業する（現在のＪＲ武豊線）。
- 1890年（明治23年）3月30日 - 日本で最初の陸海軍統合大演習が催され、また日本で初めて大本営（但し法制化前）が設置された。
- 1931年（昭和6年）4月1日 - 知多鉄道により太田川 - 成岩間の電気鉄道が開業する（現在の名鉄河和線）。
- 1937年（昭和12年）10月1日 - 半田町・成岩町・亀崎町が合併し、県下6番目の市として半田市が発足する。当時の人口は5万477人。
- 1945年（昭和20年）7月24日 - 米軍の空襲による被害を受ける（死者269人、主な標的は中島飛行機半田製作所）。
- 1956年（昭和31年）1月27日 - 衣浦大橋が開通する。
- 1958年（昭和33年）- 全国初の非核宣言自治体となる。
- 1959年（昭和34年）9月26日 - 伊勢湾台風による被害を受ける（市内のみで死者290人、負傷者664人、全半壊・流失家屋3412戸）。
- 1961年（昭和36年）9月 - 愛知用水が完成する。
- 1971年（昭和46年） - 衣浦港の埋め立てがほぼ完成する。
- 1993年（平成5年）3月5日 - 非核・平和都市宣言が行われる。
- 2008年（平成20年）3月31日 - 人口が12万人を突破する。
- 2016年（平成28年）12月1日 - 亀崎潮干祭の山車行事などの「山・鉾・屋台行事」がユネスコ無形文化遺産に登録。

市町村の変遷
| 郡       | 明治22年以前 | 明治22年以前        | 明治22年以前        | 明治22年10月1日 | 明治22年 - 明治45年          | 大正1年 - 大正15年 | 昭和1年 - 現在                    |
| -------- | ------------ | ------------------- | ------------------- | --------------- | ---------------------------- | ------------------ | --------------------------------- |
| 知 多 郡 | 有脇村       | 広田村 （一部）     | 有脇村              | 有脇村          | 明治39年5月1日 合併 亀崎町   | 亀崎町             | 昭和12年10月1日 合併・市制 半田市 |
| 知 多 郡 | 亀崎村       | 亀崎村              | 亀崎村              | 亀崎町          | 明治39年5月1日 合併 亀崎町   | 亀崎町             | 昭和12年10月1日 合併・市制 半田市 |
| 知 多 郡 | 乙川村       | 乙川村              | 乙川村              | 乙川村          | 明治39年5月1日 合併 亀崎町   | 亀崎町             | 昭和12年10月1日 合併・市制 半田市 |
| 知 多 郡 | 半田村       | 明治9年 合併 半田村 | 明治9年 合併 半田村 | 半田町          | 半田町                       | 半田町             | 昭和12年10月1日 合併・市制 半田市 |
| 知 多 郡 | 岩滑村       | 明治9年 合併 半田村 | 明治9年 合併 半田村 | 半田町          | 半田町                       | 半田町             | 昭和12年10月1日 合併・市制 半田市 |
| 知 多 郡 | 成岩村       | 成岩村              | 成岩村              | 成岩村          | 明治23年12月17日 町制 成岩町 | 成岩町             | 昭和12年10月1日 合併・市制 半田市 |

## 行政

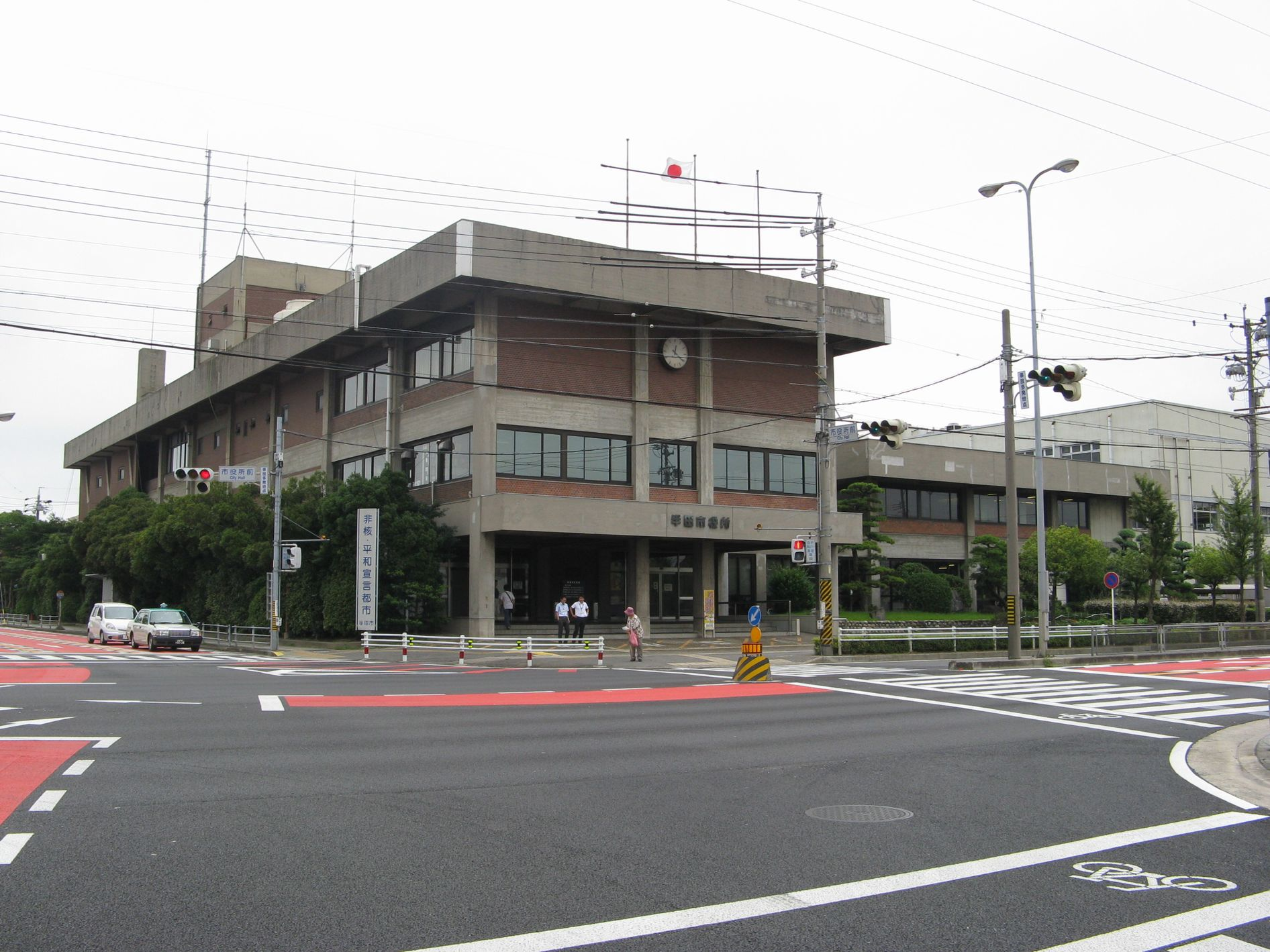
1960年から2014年に使用された半田市役所旧庁舎

### 市長
- 市長：久世孝宏（2021年6月24日就任）

| 代           | 氏名         | 就任日                     | 退任日                     | 備考           |
| 官選半田市長 | 官選半田市長 | 官選半田市長               | 官選半田市長               | 官選半田市長   |
| ------------ | ------------ | -------------------------- | -------------------------- | -------------- |
| 1            | 中埜半左衛門 | 1937年（昭和12年）12月15日 | 1946年（昭和21年）6月13日  |                |
| 2            | 足立弥四郎   | 1946年（昭和21年）6月14日  | 1946年（昭和21年）11月22日 |                |
| 公選半田市長 |              |                            |                            |                |
| 3            | 森信蔵       | 1947年（昭和22年）4月5日   | 1955年（昭和30年）4月20日  |                |
| 4            | 深津玉一郎   | 1955年（昭和30年）5月1日   | 1975年（昭和50年）4月30日  |                |
| 5            | 竹内弘       | 1975年（昭和50年）5月1日   | 1987年（昭和62年）4月30日  |                |
| 6            | 山田耕市     | 1987年（昭和62年）5月1日   | 1991年（平成3年）4月30日   |                |
| 7            | 竹内弘       | 1991年（平成3年）5月1日    | 1999年（平成11年）4月30日  |                |
| 8            | 酒井義弘     | 1999年（平成11年）5月1日   | 2001年（平成13年）5月15日  | 収賄事件で辞職 |
| 9            | 榊原伊三     | 2001年（平成13年）6月24日  | 2009年（平成21年）6月23日  |                |
| 10           | 榊原純夫     | 2009年（平成21年）6月24日  | 2021年（令和3年）6月23日   |                |
| 11           | 久世孝宏     | 2021年（令和3年）6月24日   | 現職                       |                |

## 議会

### 愛知県議会
- 選挙区：半田市選挙区
- 定数：2人
- 任期：2019年4月30日 - 2023年4月29日
- 執行日：2019年4月7日

| 候補者名 | 当落 | 年齢 | 党派名     | 新旧別 | 得票数 |
| -------- | ---- | ---- | ---------- | ------ | ------ |
| 堀嵜純一 | 当   | 64   | 自由民主党 | 現     | 無投票 |
| 朝倉浩一 | 当   | 53   | 無所属     | 現     | 無投票 |

### 衆議院
- 選挙区：愛知8区 （半田市、常滑市、東海市、知多市、阿久比町、武豊町、東浦町、美浜町、南知多町）
- 任期：2021年10月31日 - 2025年10月30日
- 投票日：2021年10月31日
- 当日有権者数：437,624人[6]
- 投票率：56.53％

| 当落 | 候補者名 | 年齢 | 所属党派   | 新旧別 | 得票数    | 重複 |
| ---- | -------- | ---- | ---------- | ------ | --------- | ---- |
| 当   | 伊藤忠彦 | 57   | 自由民主党 | 前     | 121,714票 | ○    |
| 比当 | 伴野豊   | 60   | 立憲民主党 | 元     | 120,649票 | ○    |

## 姉妹都市･提携都市

### 日本国外
姉妹都市
- ミッドランド市（アメリカ合衆国ミシガン州）
  - 1981年（昭和56年）6月5日 姉妹都市提携 - 半田市に工場進出しているダウ・ケミカルの本社がある縁。
- ポートマッコリー市（オーストラリア連邦ニューサウスウェールズ州）
  - 1990年（平成2年）4月14日 姉妹都市提携

友好都市
- 徐州市（中華人民共和国江蘇省）
  - 1993年（平成4年）5月27日 友好都市提携

フレンドシップ相手国
2005年に開催された愛知万博では「一市町村一国フレンドシップ事業」が行われた。名古屋市を除く愛知県内の市町村が、120の万博公式参加国をフレンドシップ相手国として迎え入れた。
- グアテマラ共和国
- ブータン王国

### 日本国内
友好都市
- 南砺市（富山県）
  - 1997年（平成9年）4月28日 旧平村と友好都市提携

災害時応援協定
| 都市名 | 都道府県名           | 提携年月日               |
| ------ | -------------------- | ------------------------ |
| 小樽市 | 北海道後志総合振興局 | 2013年（平成25年）3月1日 |
| 日南市 | 宮崎県               | 2013年（平成25年）3月1日 |

愛知県半田市、宮崎県日南市、北海道小樽市と共に、半田運河・堀川運河・小樽運河と3都市に運河を持つ繋がりから運河サミット2012を期に災害時応援協定締結

## 施設

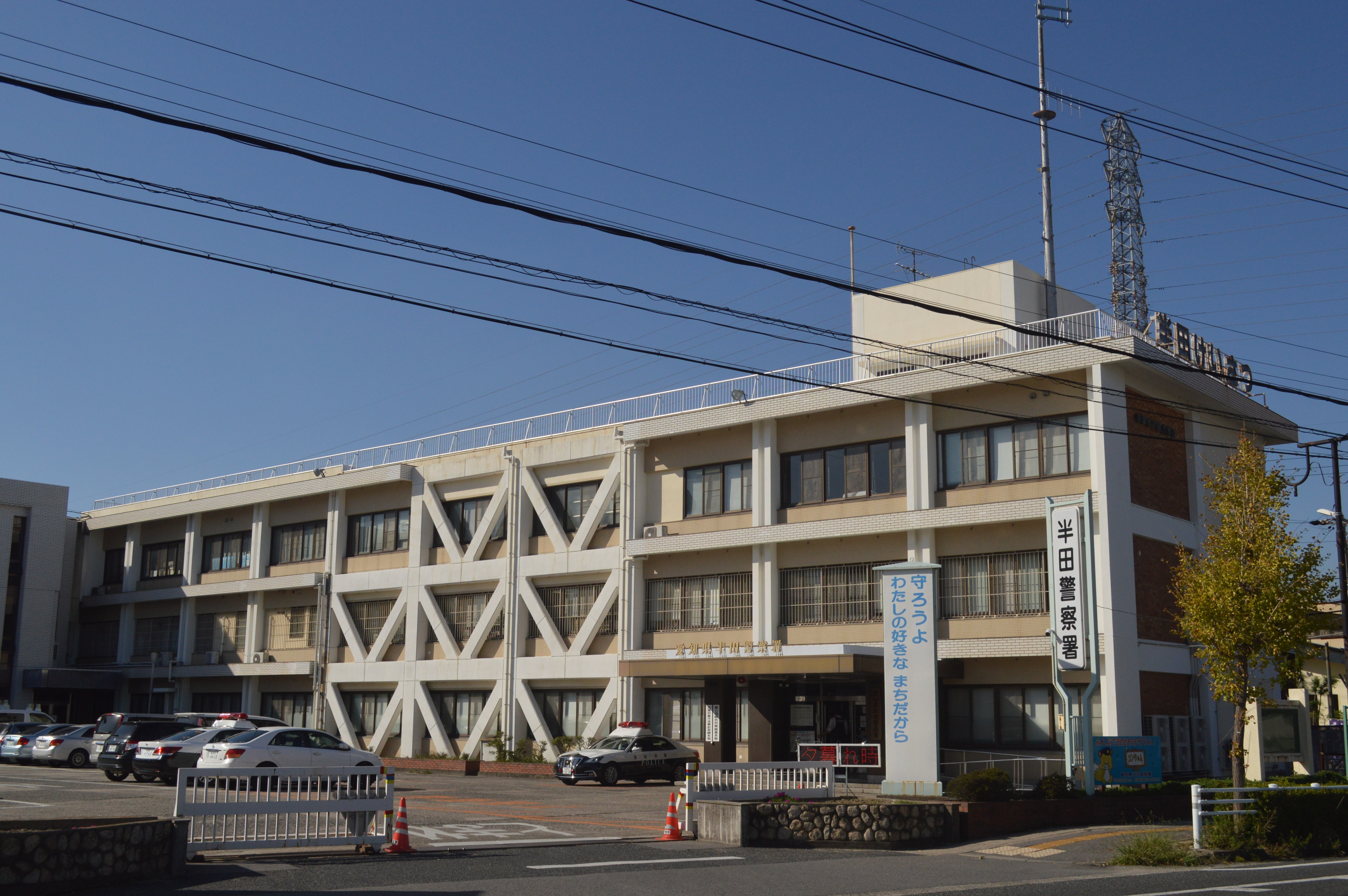
半田警察署

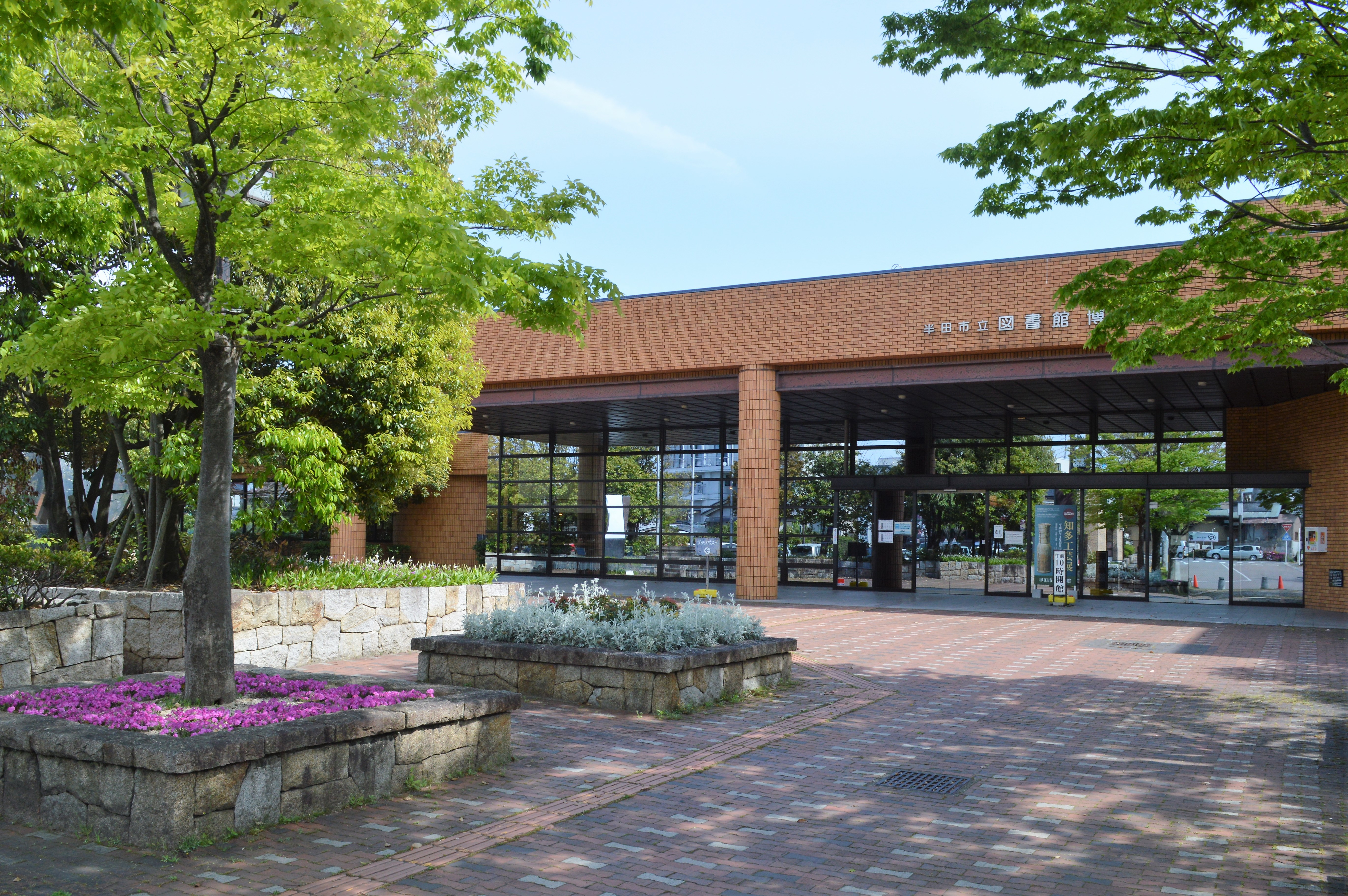
半田市立図書館

### 国の施設
国土交通省
- 海上保安庁
  - 第四管区海上保安本部 衣浦海上保安署

厚生労働省
- 愛知労働局
  - 半田労働基準監督署
  - 半田公共職業安定所

財務省
- 名古屋税関豊橋税関支署衣浦出張所
- 国税庁
  - 名古屋国税局半田税務署

防衛省
- 自衛隊
  - 自衛隊愛知地方協力本部半田地域事務所

法務省
- 名古屋拘置所半田拘置支所
- 名古屋法務局半田支所
- 検察庁
  - 半田区検察庁

裁判所
- 名古屋地方裁判所半田支部
- 名古屋家庭裁判所半田支部
- 半田簡易裁判所

### その他の施設

#### 警察
警察署
- 愛知県半田警察署

交番
- 亀崎交番（半田市亀崎町7丁目）
- 乙川交番（半田市乙川栄町74）
- 衣浦交番（半田市十一号地）
- 青山交番（半田市青山）
- 雁宿交番（半田市清城町1丁目）
- 末広交番（半田市南末広町）

#### 消防
消防署
- 半田消防署（半田市東洋町一丁目6番地）

出張所
- 北部（半田市一本木町三丁目107番地の1）
- 成岩（半田市彦洲町二丁目185番地）

#### 医療
主な病院
- 知多半島総合医療センター（旧半田市立半田病院）

#### 郵便局
主な郵便局
- 半田郵便局
- 半田乙川郵便局
- 半田花園郵便局
- 半田岩滑郵便局
- 半田亀崎郵便局
- 半田協和郵便局
- 半田住吉郵便局

- 半田成岩郵便局
- 半田土井山郵便局
- 半田板山郵便局
- 半田美原郵便局
- 半田平地郵便局
- 半田有楽町郵便局

#### 文化施設
- 半田市立図書館
- 半田市立亀崎図書館
- 半田市福祉文化会館（雁宿ホール）
- 半田市立博物館
- コココリン（半田市創造・連携・実践センター）[8]

#### 運動施設

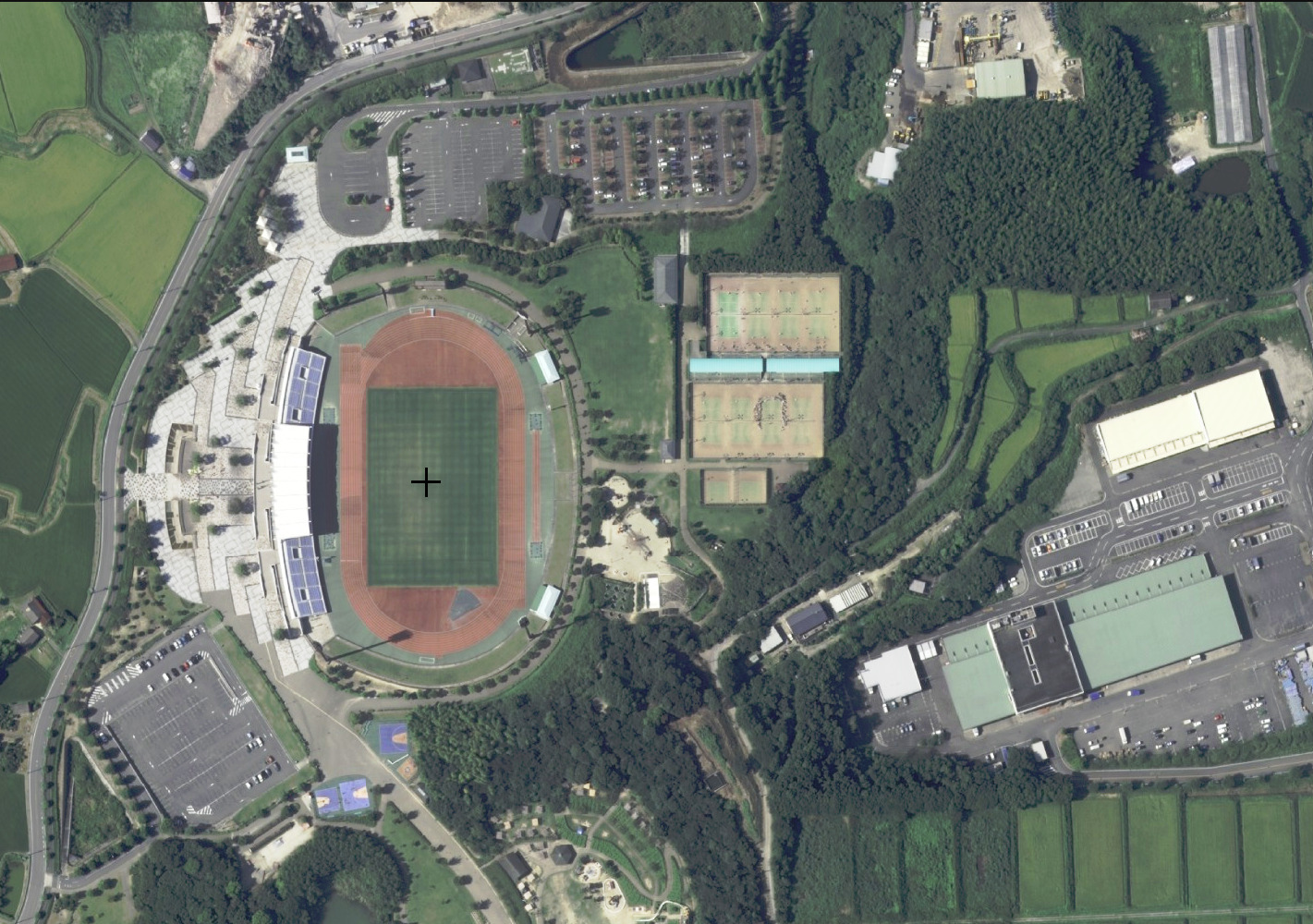
半田運動公園陸上競技場

- 半田市体育館
- 半田運動公園陸上競技場
- 半田市営半田球場
- 青山記念武道館
- 半田福祉ふれあいプール
- 半田市営弓道場

## 経済

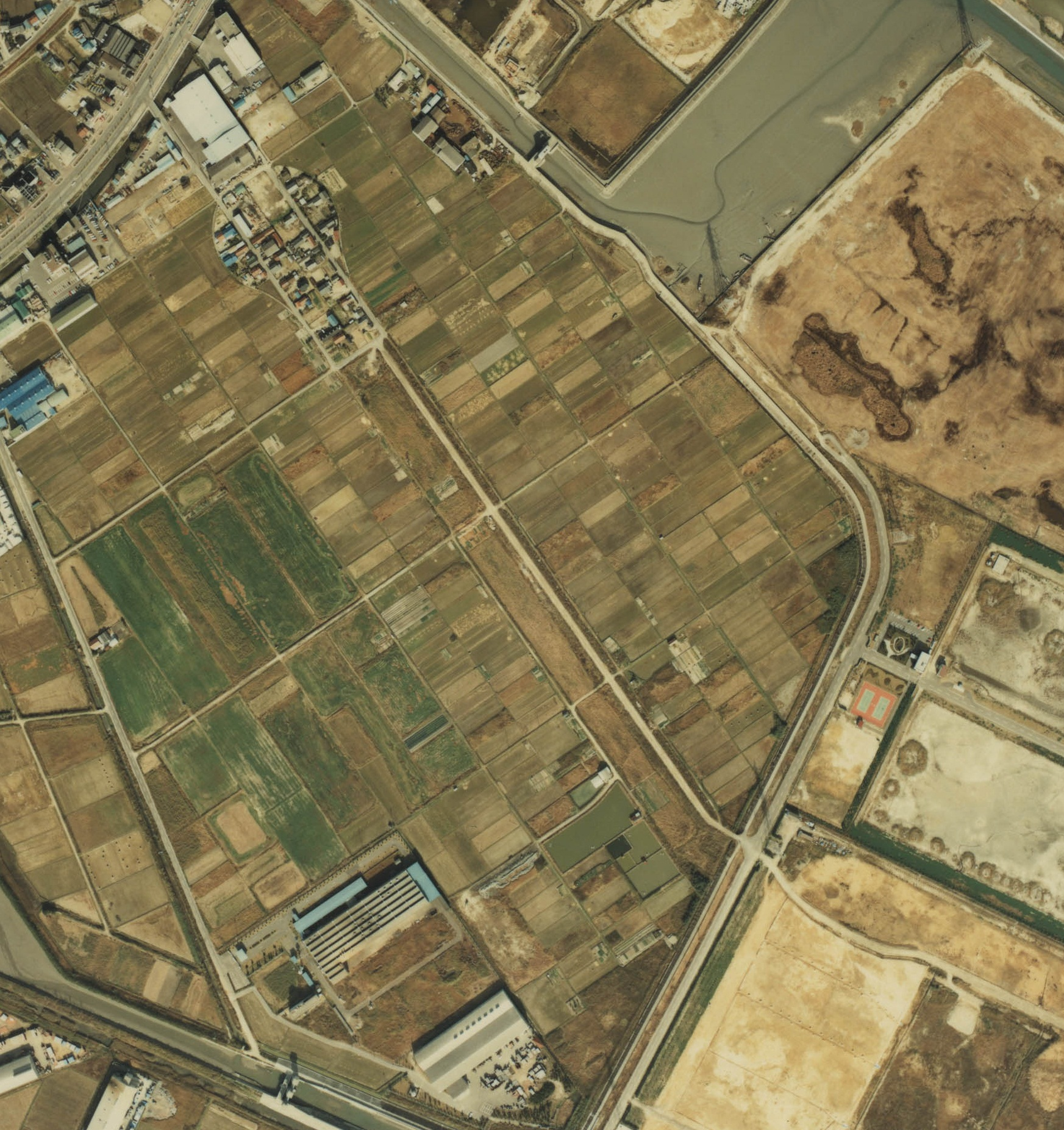
中島飛行機半田製作所の滑走路跡（国土画像情報(カラー空中写真)[1982年]:国土交通省による）　半田市中午町、中億田町付近。写真左上から右下方向に滑走路跡がある。

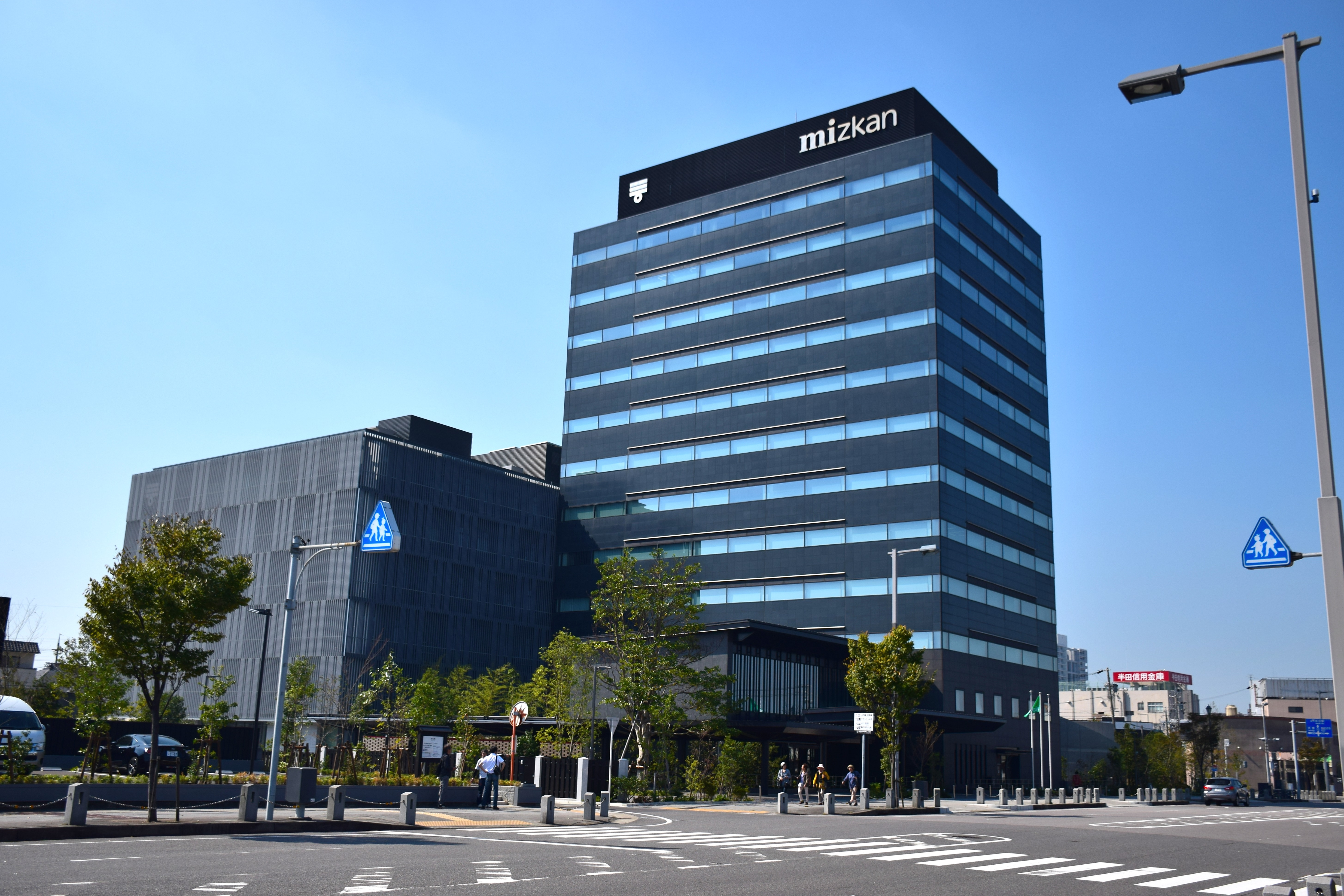
ミツカン本社

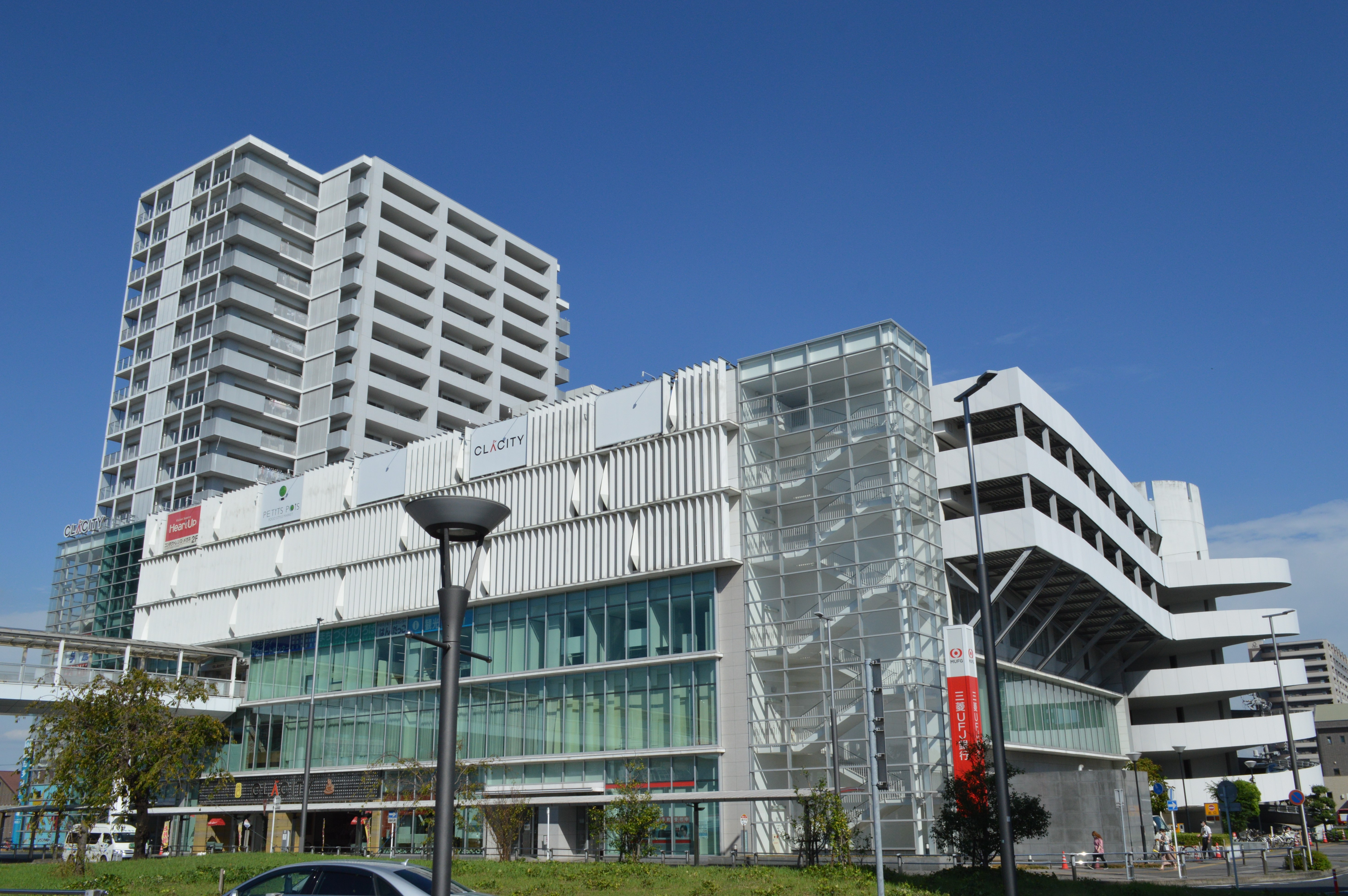
クラシティ半田

### 第一次産業
古くから酒、醤油、味噌などの醸造業が栄えていた。江戸中期より酒粕を用いた酢の醸造が始まると、江戸のにぎり寿司ブームもあり、樽詰めされた酢は尾州廻船によって江戸にも運ばれた。こうした醸造業の発展は現在の半田市の形成に繋がり、ミツカンなどに代表される日本有数の食品産業の町への基礎となった。

### 第二次産業
戦前には重工業も盛んになり、中島飛行機半田製作所に代表されるように航空機産業も発達した。軍需産業の一拠点となった半田市は戦争中には空襲の標的となり、多大な被害を受けることになった。戦後は再び重工業が復興し、衣浦港の重要港湾指定を経て、新たに造成された臨海部の工業地帯を中心に栄えている。

### 第三次産業
戦後、有力な収入源として半田競艇場が作られたが、伊勢湾台風による被害を受け施設がほぼ全壊し、また衣浦港造成の妨げとなることから廃止された。その代替として、1964年（昭和39年）からは、常滑競艇場におけるレースの一部が半田市の主催により行われるようになり、現在に至っている。
主な商業施設
- クラシティ半田
- イオン半田店
- C-FESTA
- ドン・キホーテ半田店
- ヤマダデンキ家電住まいる館YAMADA半田店
- パワードーム半田
- ピアゴ半田店
- ニトリ半田店
- ラ・フーズコア半田清城店
- ショッピングプラザ・ララ
- フィールエクボ半田店
- 業務スーパー半田店
- アミカ半田店
- アオキスーパー半田店
- フィール乙川店
- にぎわい市場　マルス半田乙川店
- スーパーセンター　トライアル半田亀崎店

#### 市内に本社をおく企業
- 知多信用金庫 - 2015年（平成27年）から半田市の指定金融機関。
- 半田信用金庫
- 知多乗合（知多バス）
- 安全タクシー
- 名鉄知多タクシー
- ミツカングループ本社 - 食酢のトップメーカー。旧中埜酢店。
- 中埜酒造株式会社 - 銘柄は「國盛」。
- 盛田金しゃち酒造株式会社（旧・天埜酒造合資会社） - 銘柄は「初夢桜」
- 尾張製粉株式会社 - 小麦粉・乾麺・飼料の販売。
- キッコウトミ株式会社 - 1892年（明治25年）創業の味噌・醤油醸造元。
- 中利株式会社
- 株式会社鶴弥
- 輸送機工業株式会社 - 前身は中島飛行機半田製作所。
- ツカサ工業株式会社
- 加藤電機株式会社 - カーセキュリティ。
- 株式会社中京医薬品
- 株式会社衣浦電機製作所 - 愛知のブランド認定企業
- バロンパーク株式会社 - ガソリンスタンド「ユニーオイル」経営。
- 株式会社大三化成
- 株式会社サンワ中部
- 愛知化学陶磁器株式会社 - わらし工房。
- かめさきカホリン - 全国的にも数少ない豆腐の型箱専門の製造業者。
- とりとり亭
- 衣浦臨海鉄道
- 株式会社総本家田中屋 - 知多銘菓生せんべいメーカー。
- 半田中央印刷株式会社
- ヤマミ醸造
- 株式会社CAC - ケーブルテレビ。
- 株式会社旭モータース - スズキ代理店。
- 榎本建築株式会社
- 株式会社介護コネクティブ
- ひらおかステンドグラス工房
- CEPO半田バイオマス発電株式会社

## 教育

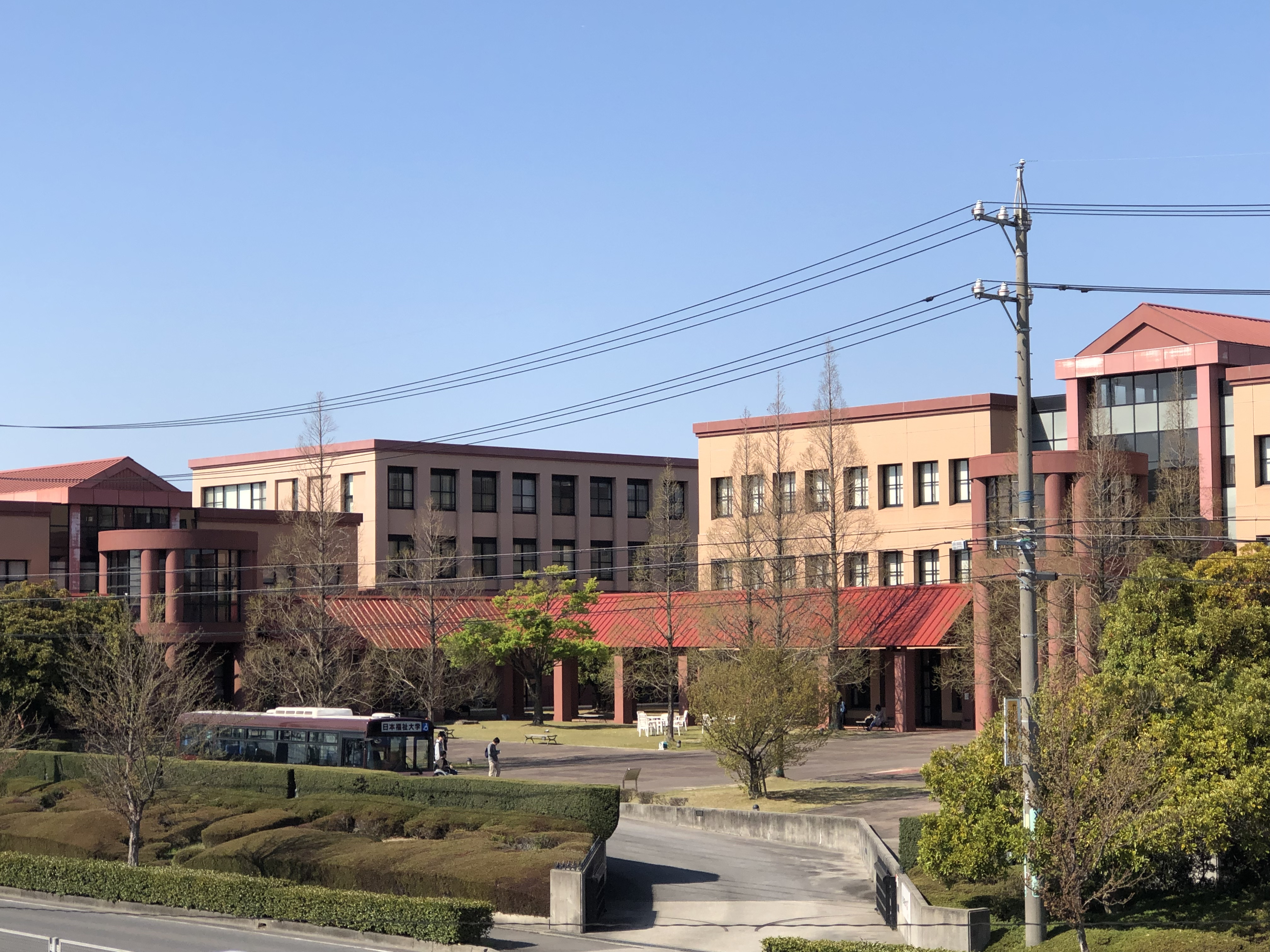
日本福祉大学半田キャンパス

半田市は尾張学区に属し、中学生は尾張地方の県立および名古屋市立の普通科高校に進学可能だが、グループ群の規制がある。
普通科高校は、三河学区への進学はできない。
専門学科や総合学科などの高校で、三河学区の高校などには進学することができる。
私立高校受験に際しては、学区やグループ群による受験校の規制などはない。

### 大学
- 日本福祉大学半田キャンパス

### 専修学校
- 半田常滑看護専門学校（半田市と常滑市による一部事務組合が運営）
- 桐華家政専門学校

### 高等学校
- 愛知県立半田高等学校
- 愛知県立半田東高等学校
- 愛知県立半田工科高等学校
- 愛知県立半田商業高等学校
- 愛知県立半田農業高等学校

### 中学校
- 半田市立半田中学校
- 半田市立乙川中学校
- 半田市立亀崎中学校
- 半田市立成岩中学校
- 半田市立青山中学校

### 小学校
- 半田市立半田小学校
- 半田市立雁宿小学校
- 半田市立さくら小学校
- 半田市立岩滑小学校
- 半田市立乙川小学校
- 半田市立乙川東小学校
- 半田市立横川小学校

- 半田市立亀崎小学校
- 半田市立有脇小学校
- 半田市立成岩小学校
- 半田市立宮池小学校
- 半田市立花園小学校
- 半田市立板山小学校

### 特別支援学校
- 愛知県立半田特別支援学校（小学部・中学部・高等部・訪問教育）
- 愛知県立ひいらぎ特別支援学校（小学部・中学部・高等部）

## 生活基盤
- 市外局番は、市内全域で0569（半田MA）を使用する。
- 車検証の住所（使用者）が本市にある自動車には、他の知多地域と同じく名古屋ナンバーが交付される。

## 交通

### 鉄道

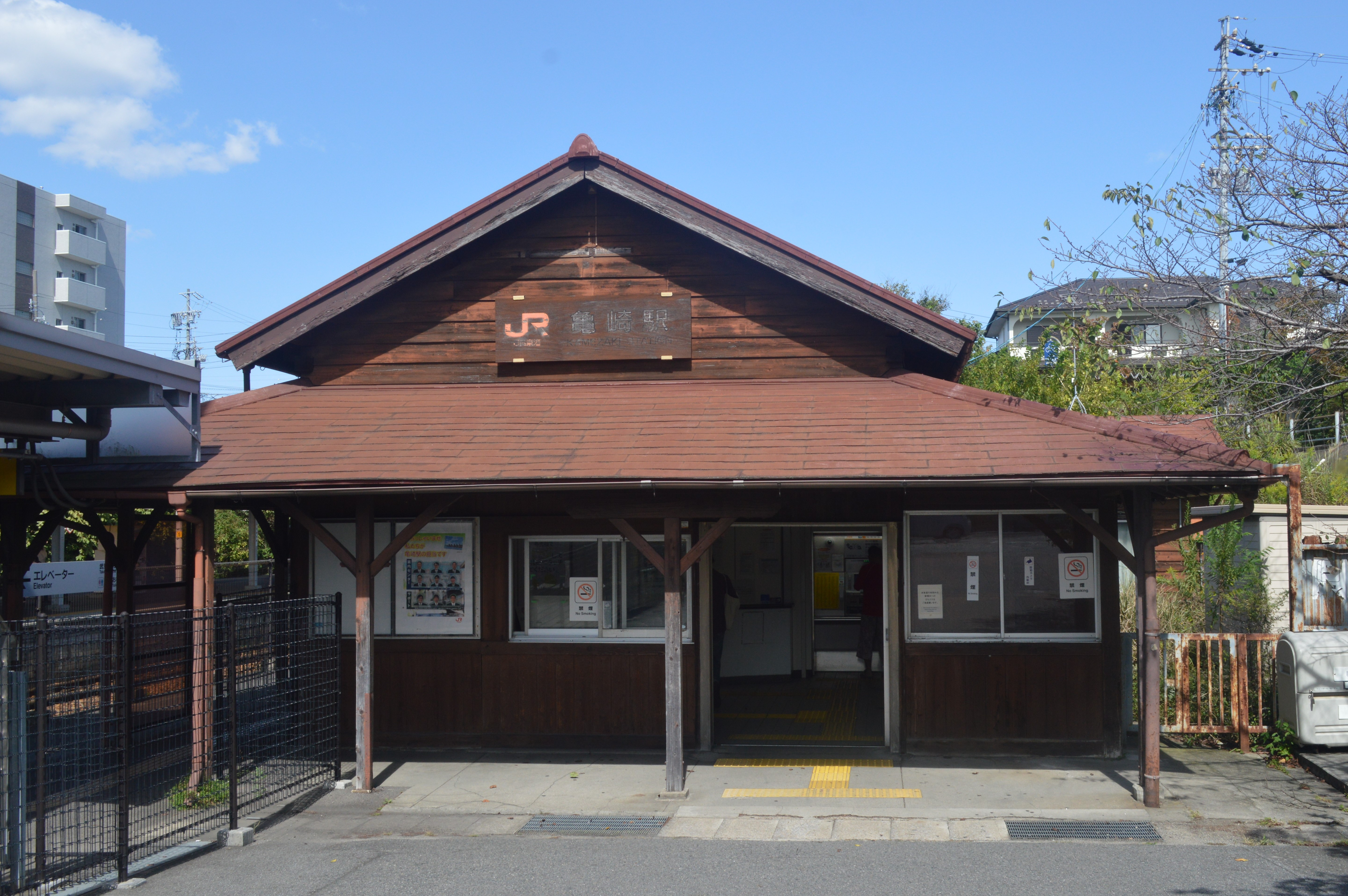
現役日本最古の駅舎とされるJR亀崎駅

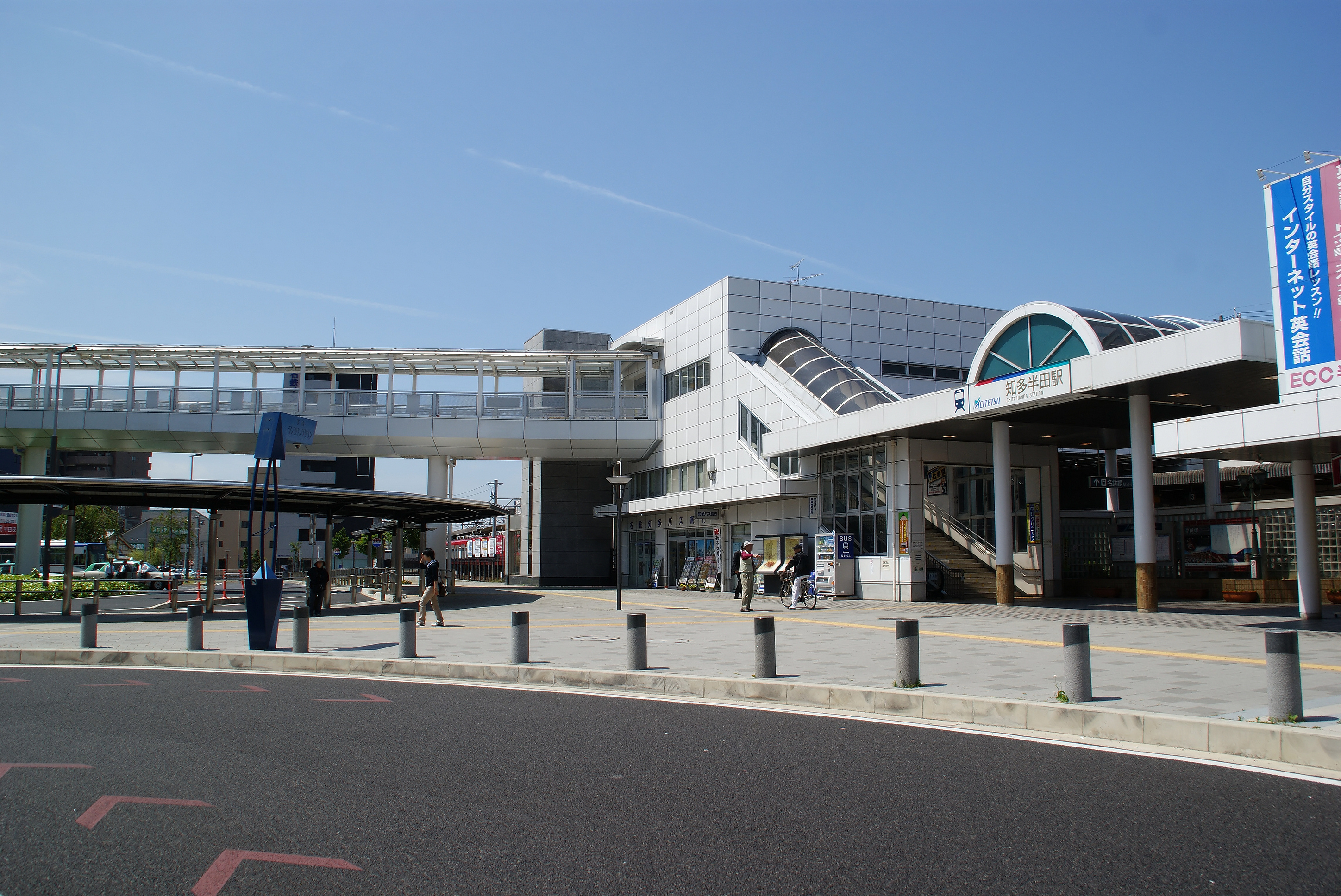
名鉄知多半田駅

東海旅客鉄道（JR東海）
武豊線：亀崎駅 - 乙川駅 - 半田駅 - 東成岩駅
名古屋鉄道（名鉄）
河和線：半田口駅 - 住吉町駅 - 知多半田駅 - 成岩駅 - 青山駅
衣浦臨海鉄道
半田線（貨物線）
知多半島の市町の中で、名鉄とJRの両方の駅が立地するのは半田市と武豊町のみである。市内で利用客が最も多いのは名鉄知多半田駅であるが、『JTB時刻表』はJR半田駅を「市の代表（中心）駅」として記載している。

### バス

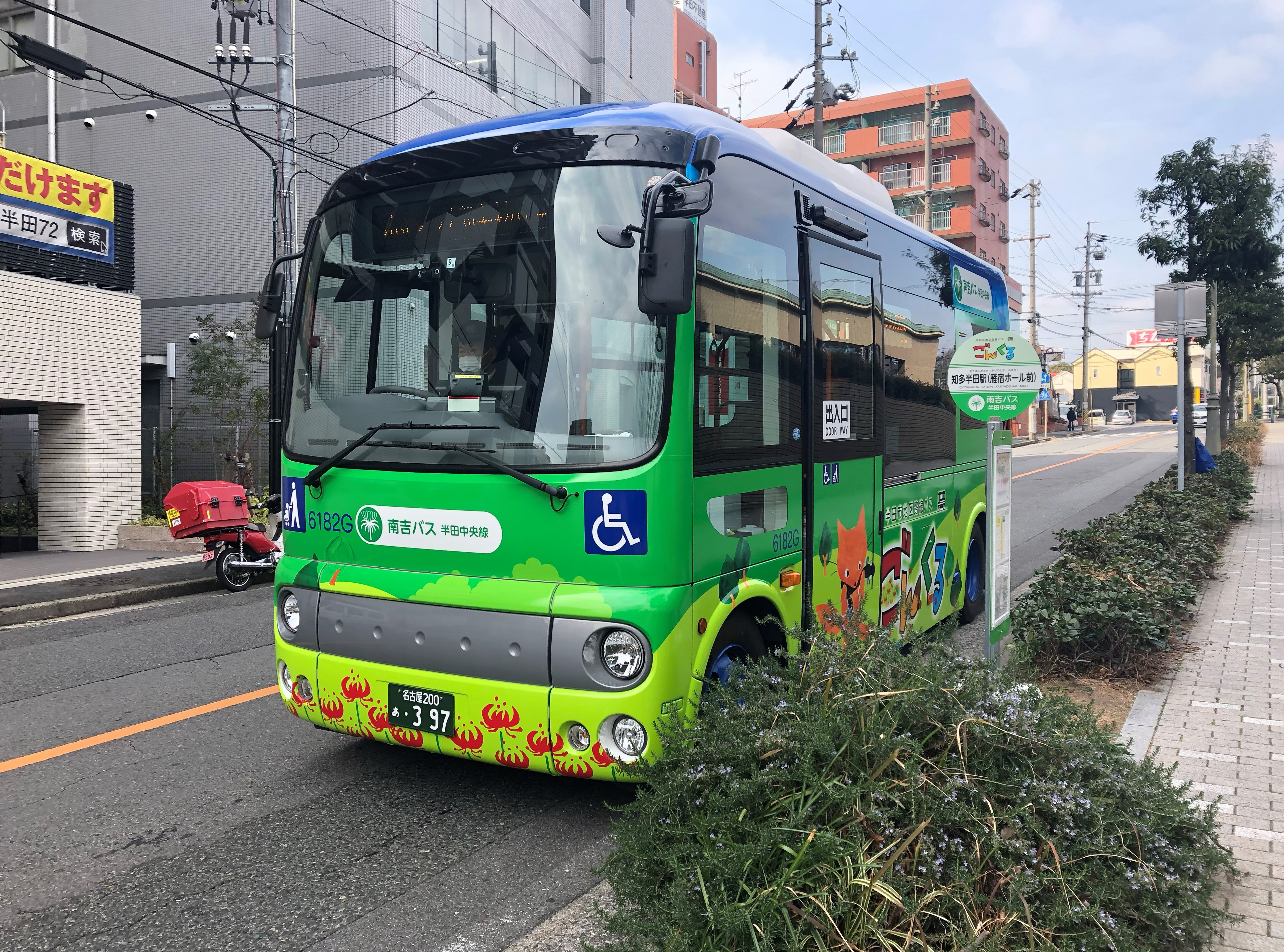
半田市公共交通バス「ごんくるバス」
知多乗合が運行受託

半田市は知多半島の中心に位置しており、知多半田駅はかつて知多半島内や西三河地区への路線バスの基点となっていたが、近年はモータリゼーションの進展、名鉄知多新線の開業、JR武豊線の利便性向上などによりバス利用者は減少し、一般路線バスについてはほぼ全線にわたり廃止もしくは短縮・減便された。また中部国際空港の開港により複数の空港連絡バスが開設されたが、そのうち運行継続しているのは常滑線のみである。
半田市に本社を置く知多乗合（知多バス）が市内の一般路線バス全線を運行している。そのうち上池線・亀崎線・鴉根線・花園線については、半田市と知多乗合との協定により、市からの補助金交付により赤字補填が行われているほか、常滑線に対しても国と愛知県からの補助金が交付されている。
こうした市内の路線バス廃止・減便を補うため、市がコミュニティバスとして「半田市公共交通バス」を運行している。
また、半田市から東京方面への長距離高速バス路線として、ジェイアールバス関東が運行する「知多シーガル号」がある。
コミュニティバス
- 半田市公共交通バス

一般路線バス
高速バス
- 知多シーガル号

### 道路
高速道路
- 知多半島道路
（阿久比町）- 半田中央IC・JCT - 半田IC
- 南知多道路
半田IC -（武豊町）
- 知多横断道路（セントレアライン）
半田中央IC・JCT -（常滑市）

有料道路
- 衣浦海底トンネル

一般国道
- 国道247号
- 国道366号

主要地方道
- 愛知県道7号半田南知多公園線
- 愛知県道34号半田常滑線
- 愛知県道46号西尾知多線
- 愛知県道52号半田南知多線
- 愛知県道55号名古屋半田線（半田街道：有料道路知多半島道路を含む）

一般県道
- 愛知県道112号半田停車場線
- 愛知県道260号亀崎停車場線
- 愛知県道261号半田東浦線
- 愛知県道262号衣浦西港線
- 愛知県道263号知多半田停車場線
- 愛知県道264号阿久比半田線
- 愛知県道265号碧南半田常滑線
- 愛知県道266号板山金山線
- 愛知県道464号南粕谷半田線
- 愛知県道467号半田環状線
- 愛知県道511号武豊大府自転車道線

## 名所・旧跡・観光スポット

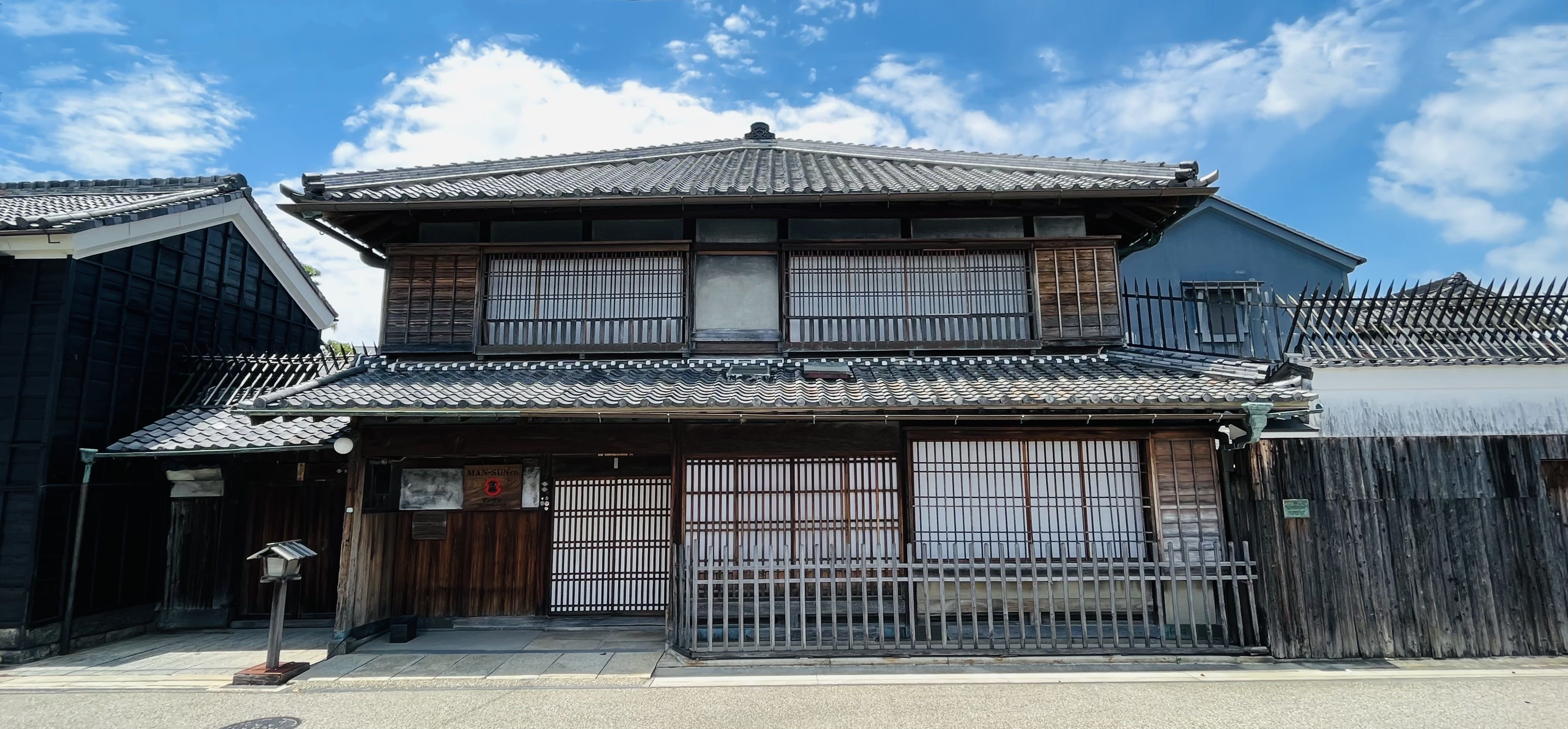
小栗家住宅

### 名所・旧跡
寺院
- 安養寺 - 浄土宗の寺院。
- 常楽寺 - 浄土宗の寺院。知多四国霊場札所。本能寺の変の際に岡崎へ逃げ帰る徳川家康をかくまったとされ、家康から贈られたと伝わる鐙がある。
- 雲観寺 - 浄土真宗の寺院。鐘楼は半田市指定有形文化財。
- 光照寺 - 時宗の寺院。知多四国霊場・知多西国霊場札所。
- 光照院 - 浄土宗の寺院。知多四国霊場札所。
- 龍台院 - 曹洞宗の寺院。知多四国霊場札所。

神社
- 神前神社 - 旧県社。亀崎潮干祭を開催。
- 尾張三社 - 亀崎潮干祭における御旅所。
- 乙川八幡社 - 旧村社。式内社論社。乙川祭禮を開催。
- 成岩神社
- 成石神社
- 白山神社
- 岩滑八幡社
- 岩滑神明社
- 板山神社
- 業葉神社
- 住吉神社

史跡
- 半田城
- 明治天皇駐蹕御趾

建造物
- 半田赤レンガ建物 - 旧カブトビールの醸造工場。国の登録有形文化財。半田市景観重要建造物。
- 旧中埜家住宅 - 旧中埜半六家の別邸。国の重要文化財。
- 小栗家住宅 - 半田屈指の豪商であった小栗家の旧邸宅。国の重要文化財。萬三の白モッコウバラは半田市天然記念物。
- 旧中埜半六邸 - 江戸時代末期に廻船業を営んでいた富豪中埜半六の旧邸宅。
- 半田ハリストス正教会・聖イオアン・ダマスキン聖堂[12] - 1913年（大正2年）建造の木造教会。半田市指定文化財。
- 望洲楼 - 知多半島でも屈指の格式を誇る料亭。半田市景観重要建造物。

### 観光スポット
文化施設
- MIZKAN MUSEUM - ミツカングループが設立した日本で唯一の酢の総合博物館。半田運河沿いにある。
- 國盛酒の文化館 - 中埜酒造が運営する酒の博物館。半田運河沿いにある。
- 新美南吉記念館 - 半田市が設立した新美南吉の記念文学館。
- 半田市立博物館 -半田市の歴史的郷土資料を展示した博物館。
- かみや美術館 - 弁護士であった神谷幸之が絵画を寄贈し設立された美術館。
- 半田空の科学館 - 地球や宇宙に関する展示などを行う科学館。プラネタリウムの上映やイベントの開催も行っている。
- 半田市鉄道資料館 - C11265蒸気機関車（武豊線のSLさよなら列車を牽引）及び、武豊線を中心とした鉄道資料を展示する鉄道資料館。

公園
- 任坊山公園 - 都市公園。夜景スポットとして知られる。

その他の観光スポット
- 矢勝川 - 新美南吉の『ごん狐』に登場する河川。彼岸花の鑑賞スポットとして知られる。
- 萬三の白モッコウバラ -小栗家住宅の門庭にある日本最古のモッコウバラ。開花期のみ特別公開される。

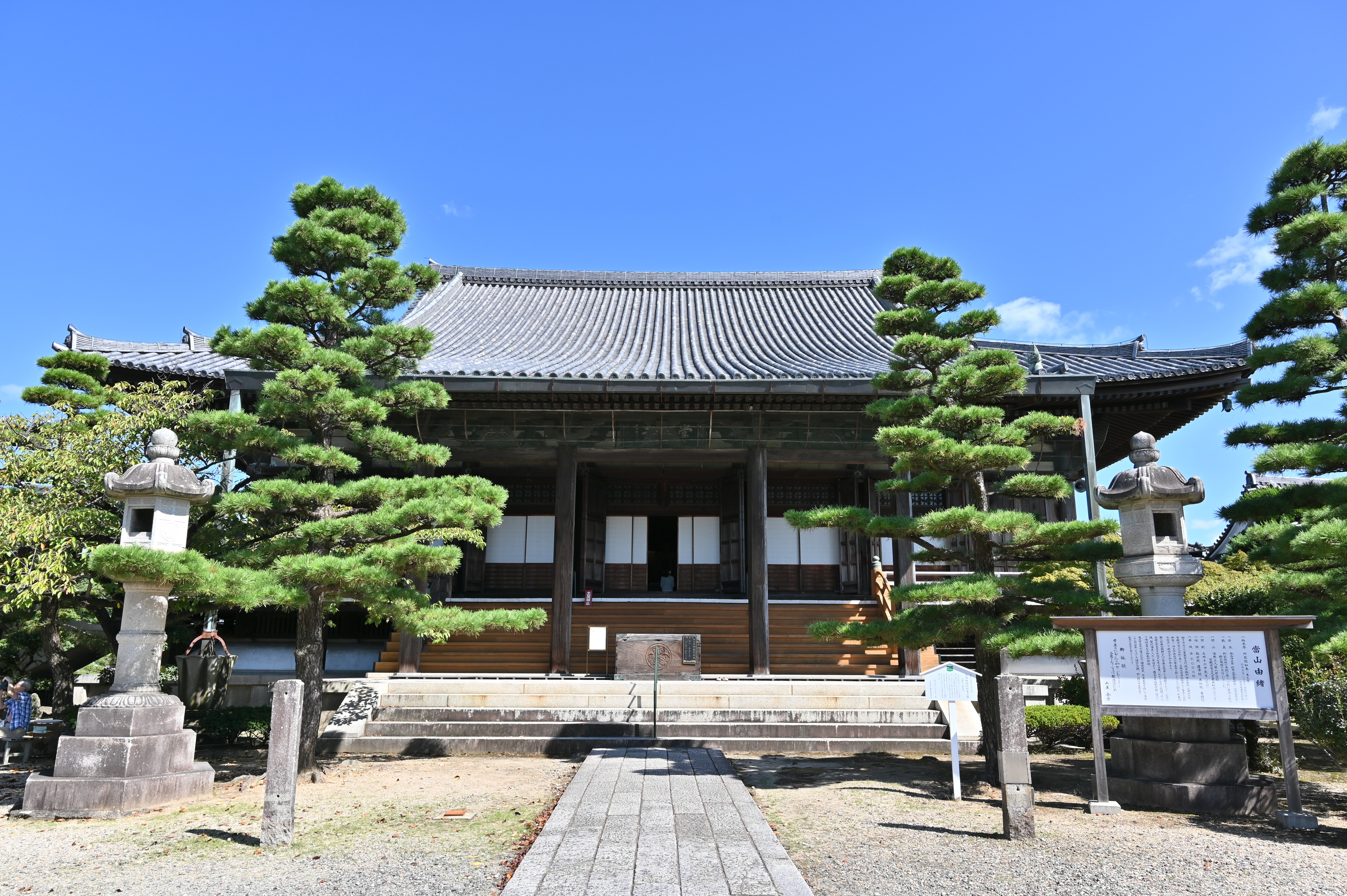
常楽寺
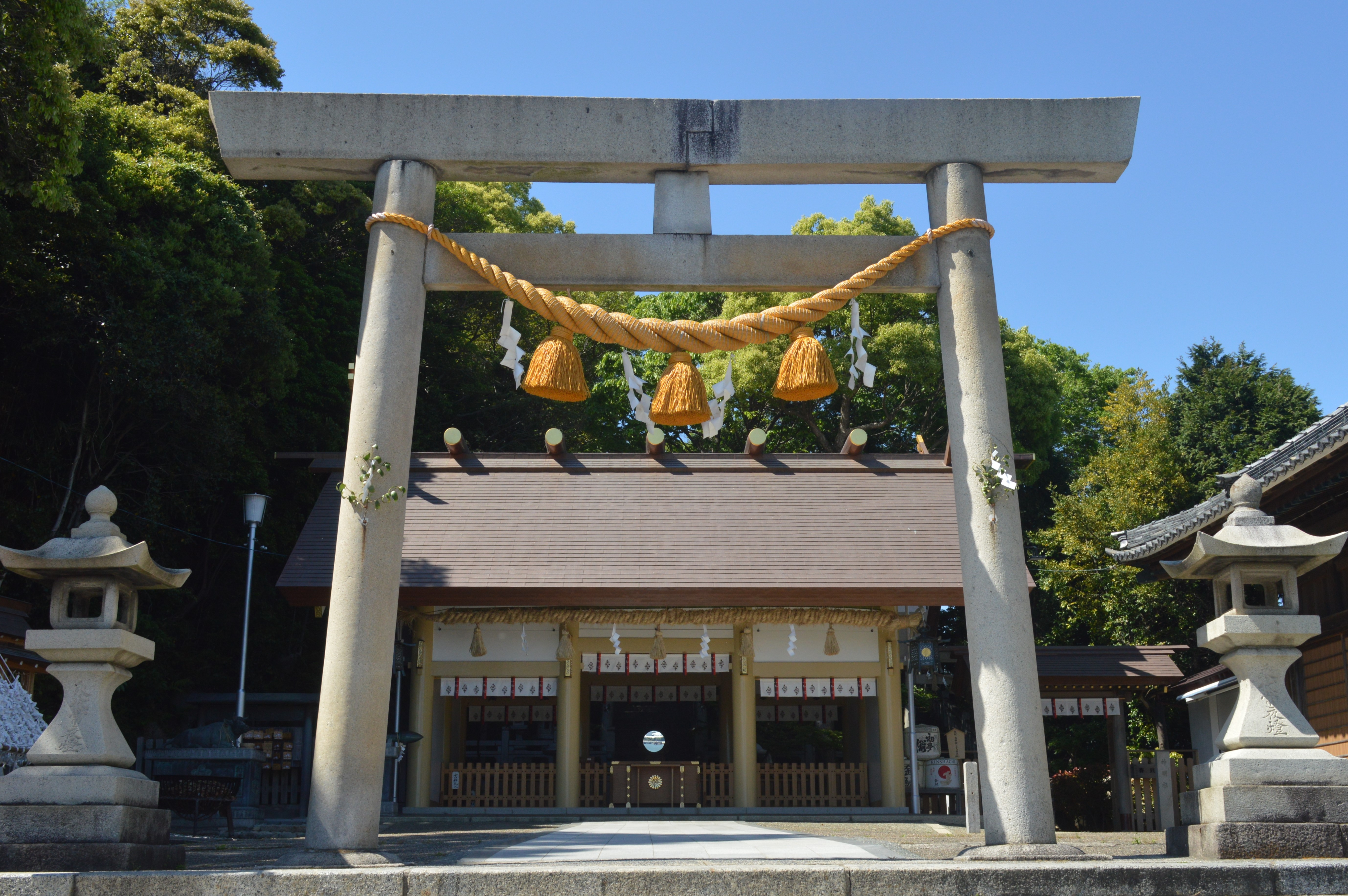
神前神社
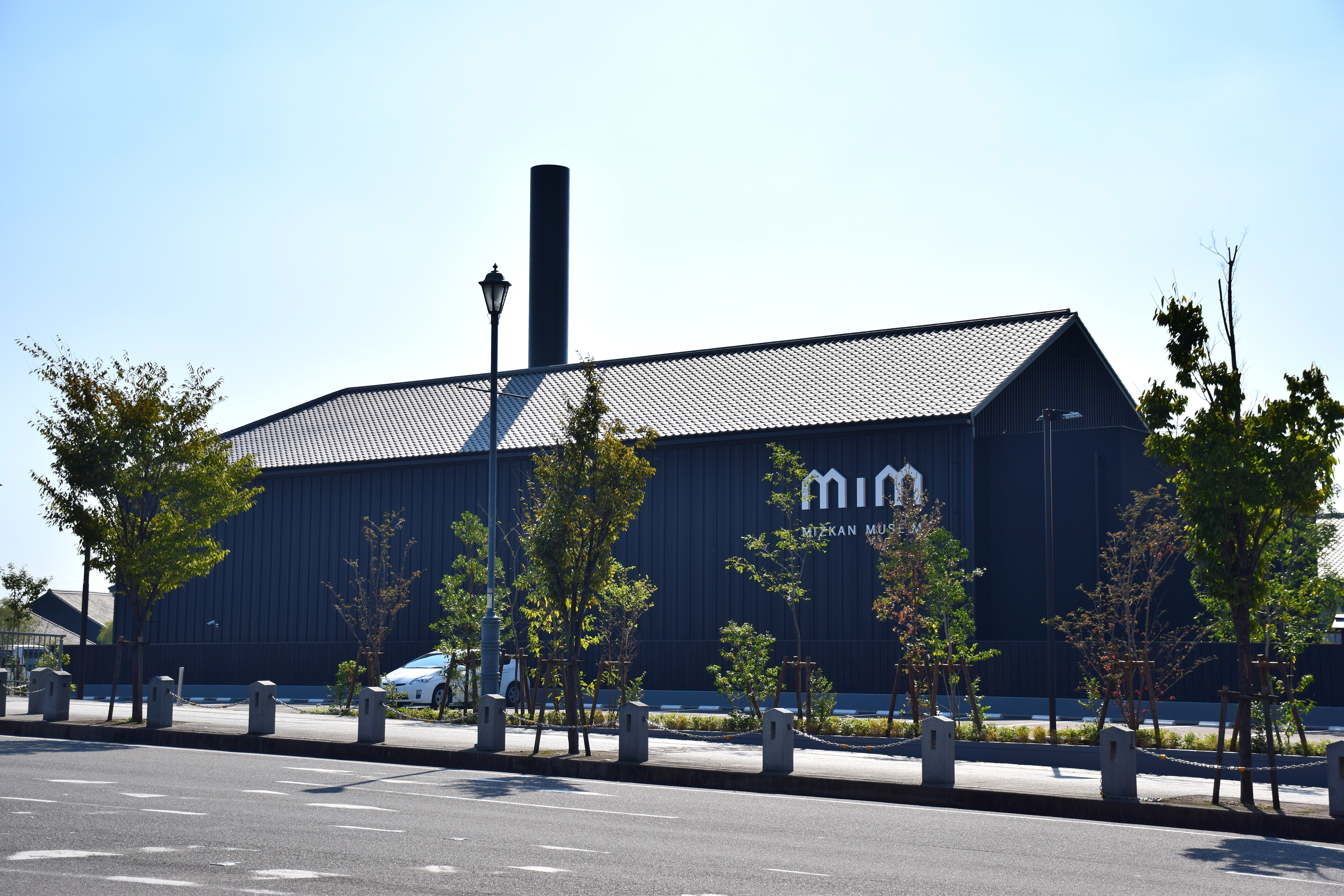
MIZKAN MUSEUM
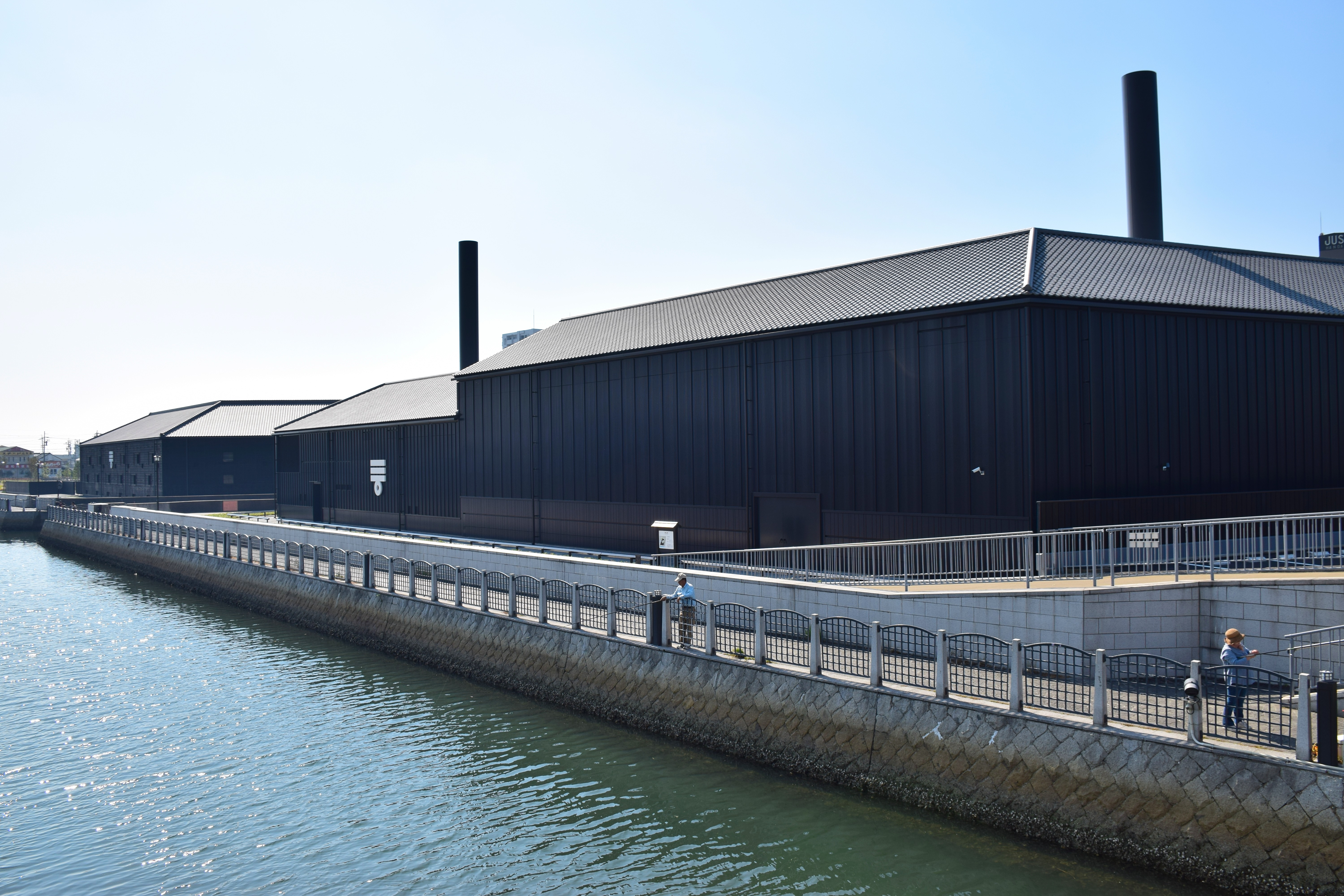
MIZKAN MUSEUMと半田運河
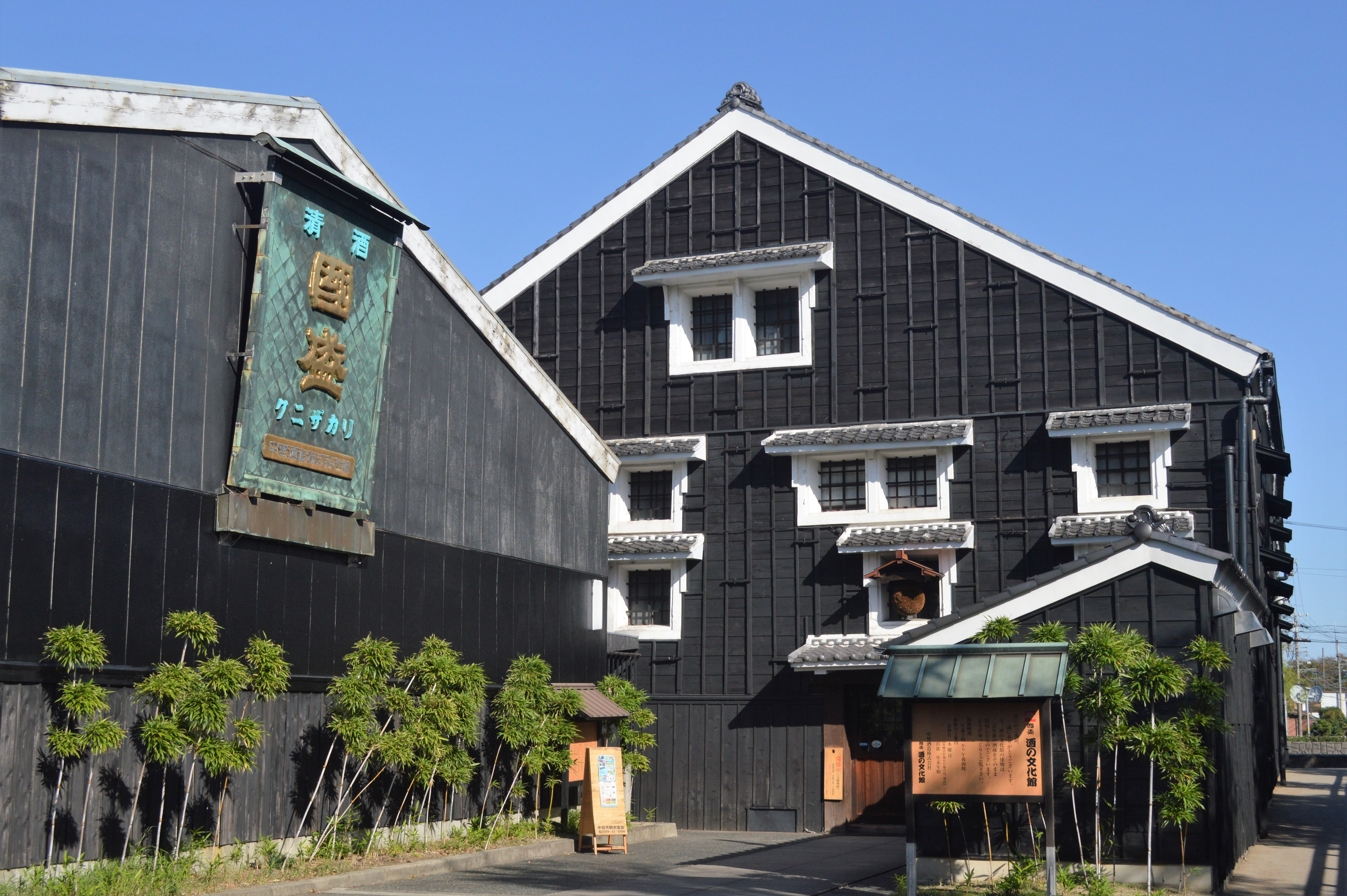
國盛酒の文化館
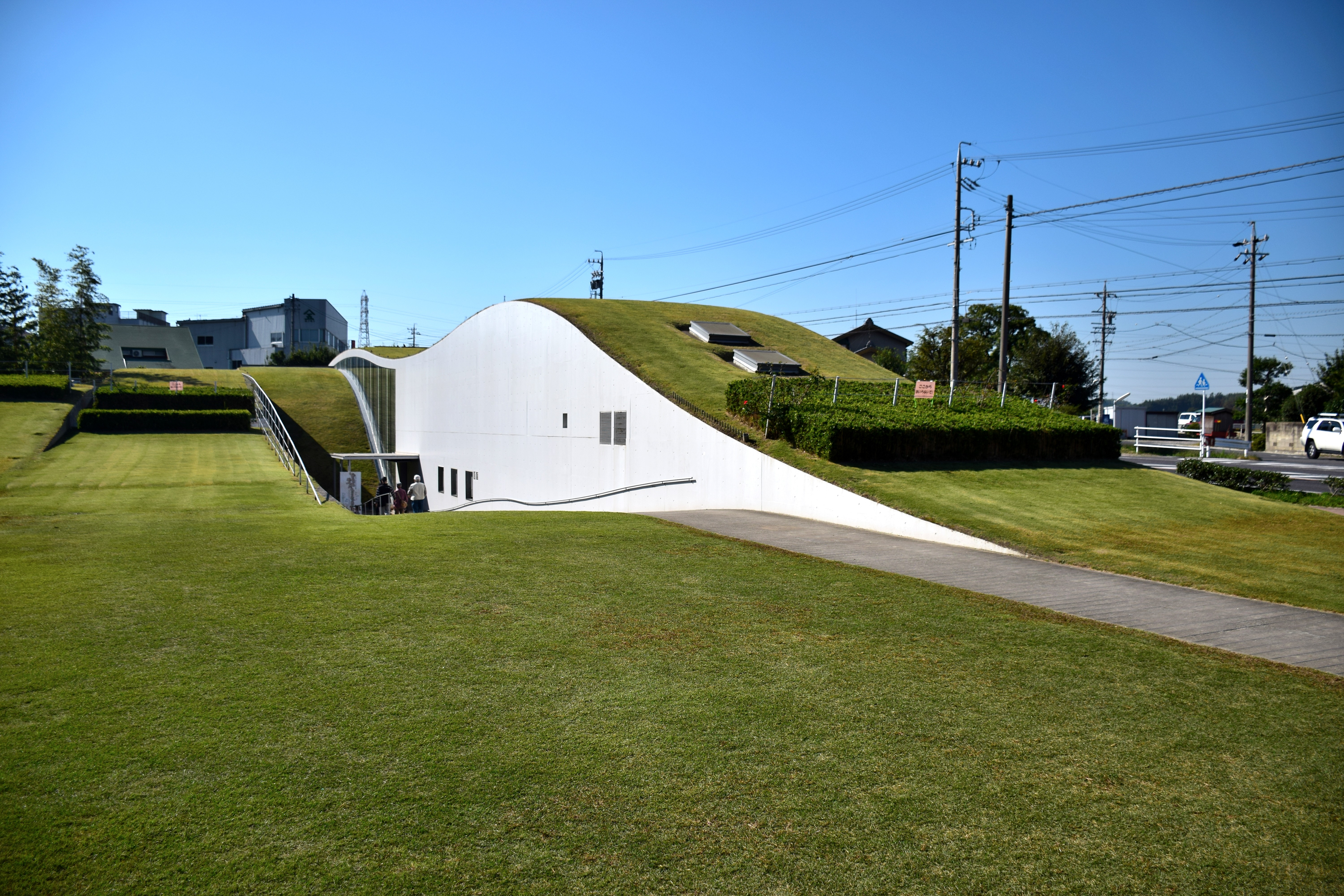
新美南吉記念館
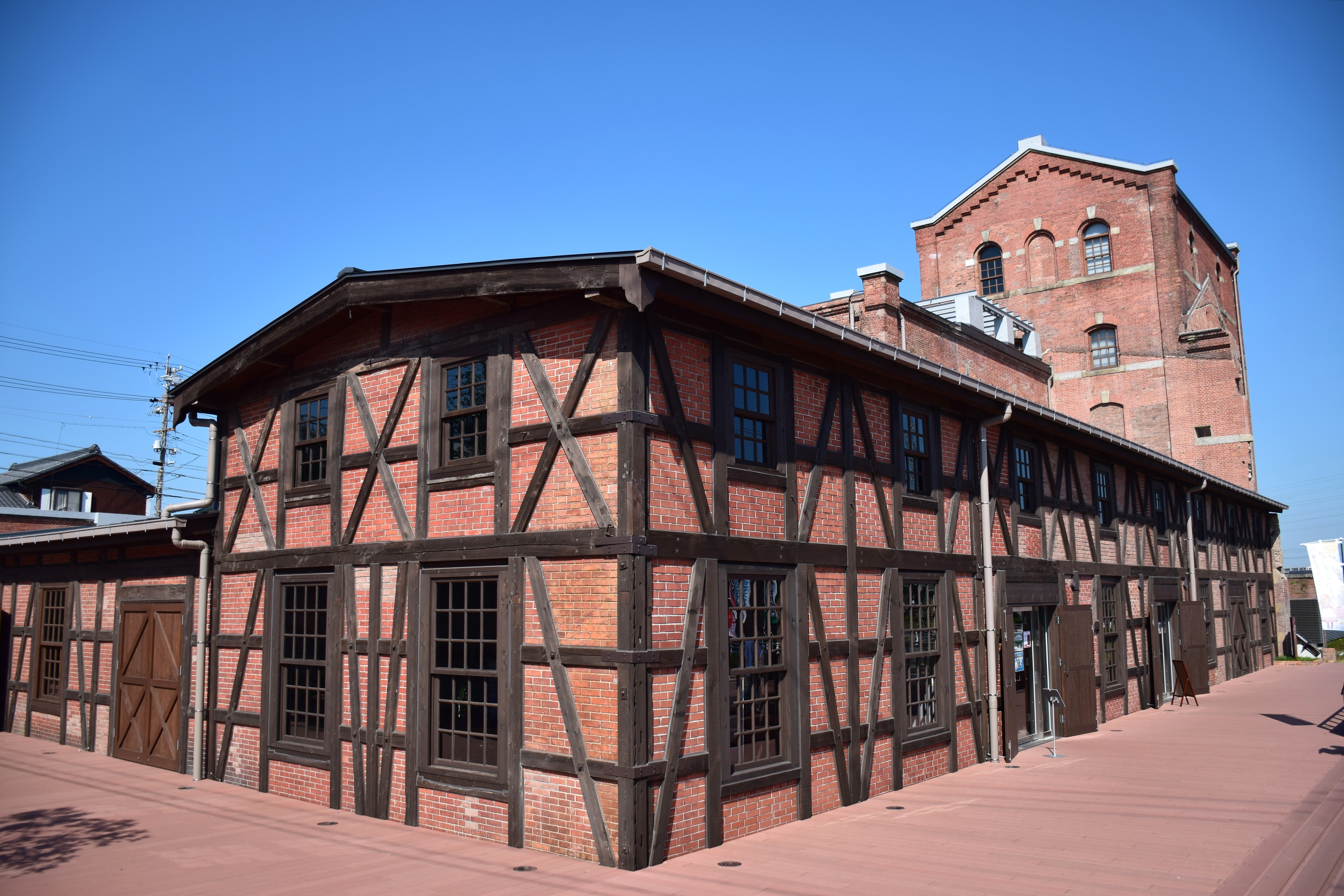
半田赤レンガ建物
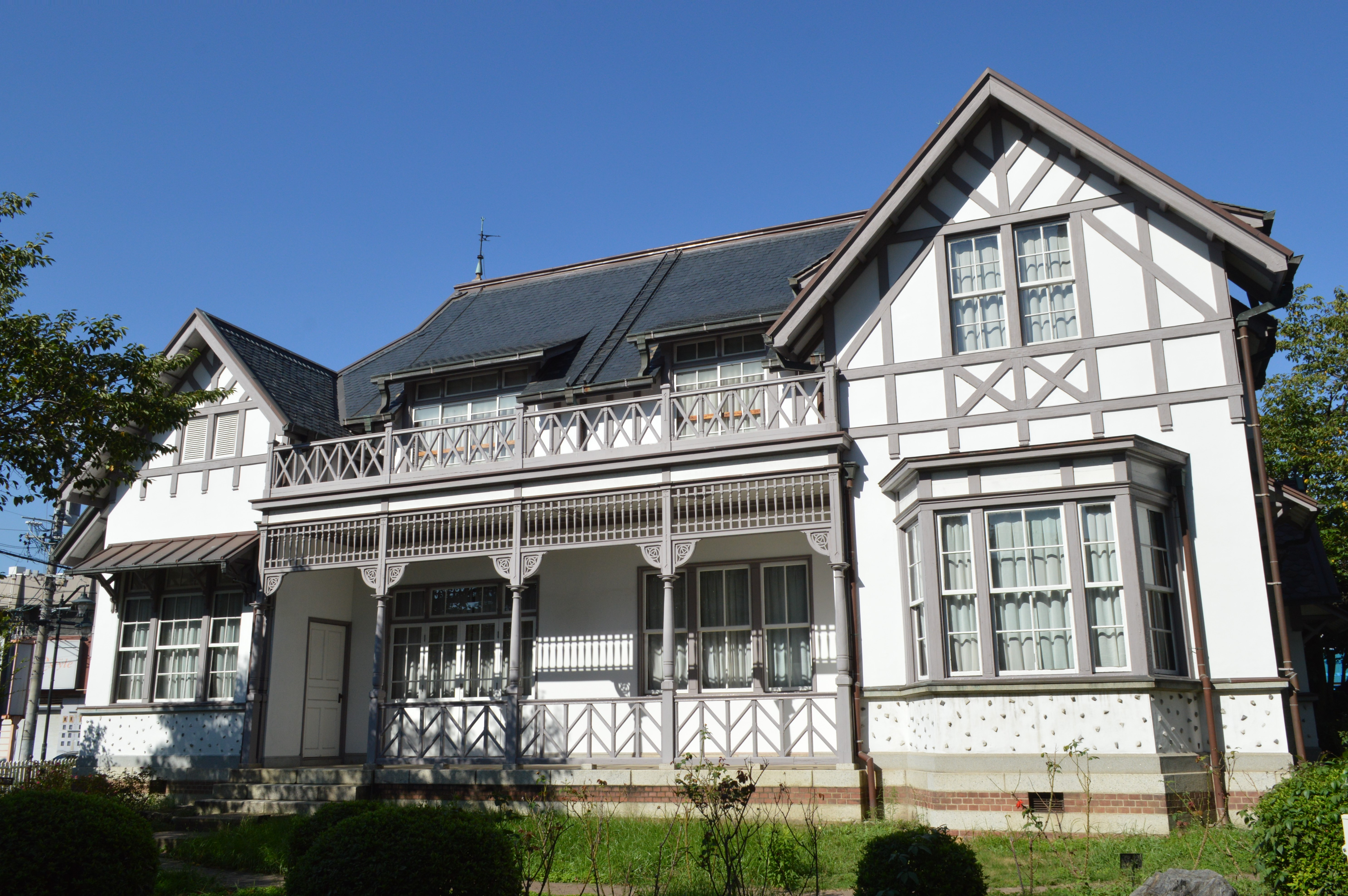
旧中埜家住宅
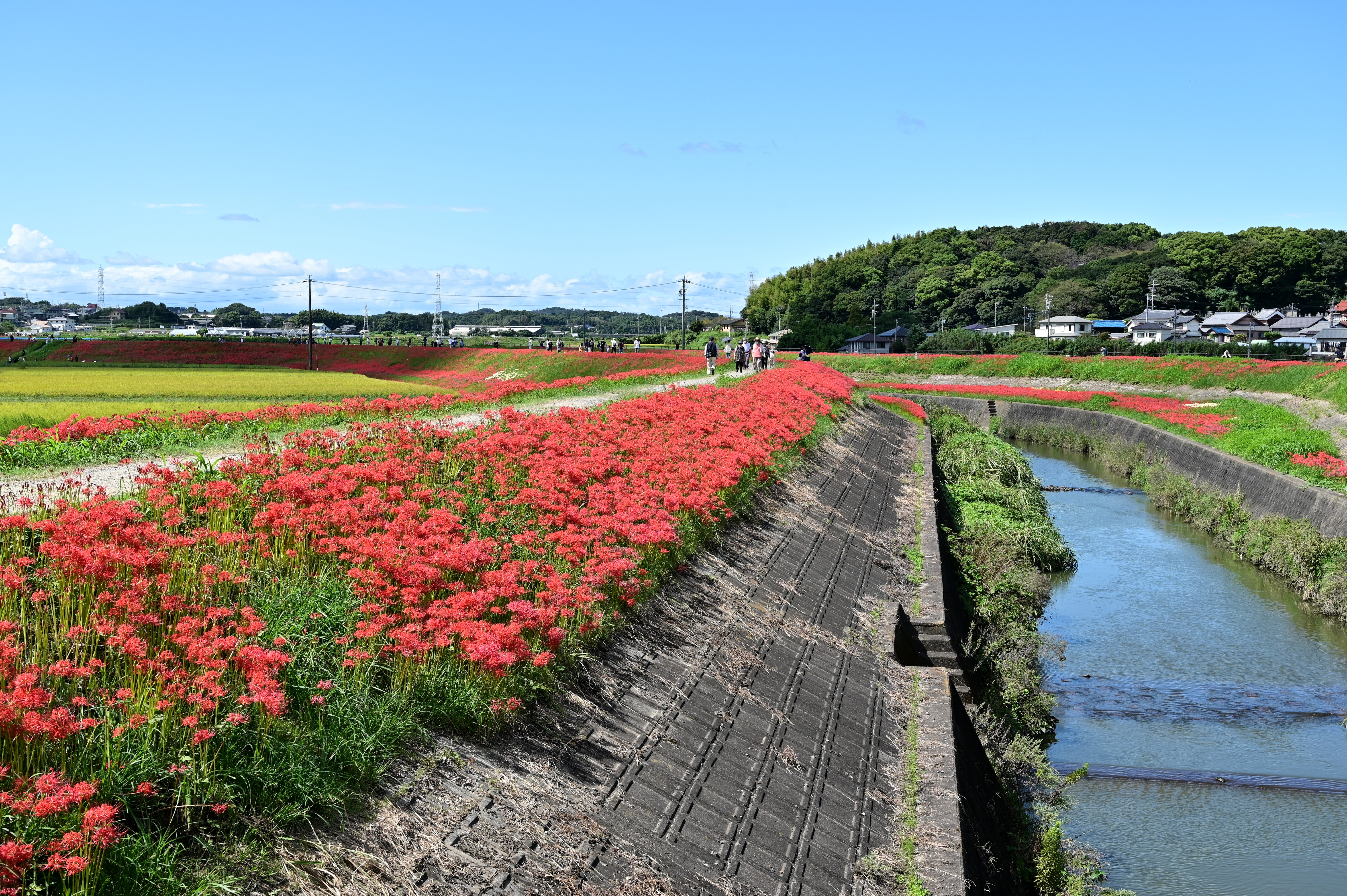
矢勝川
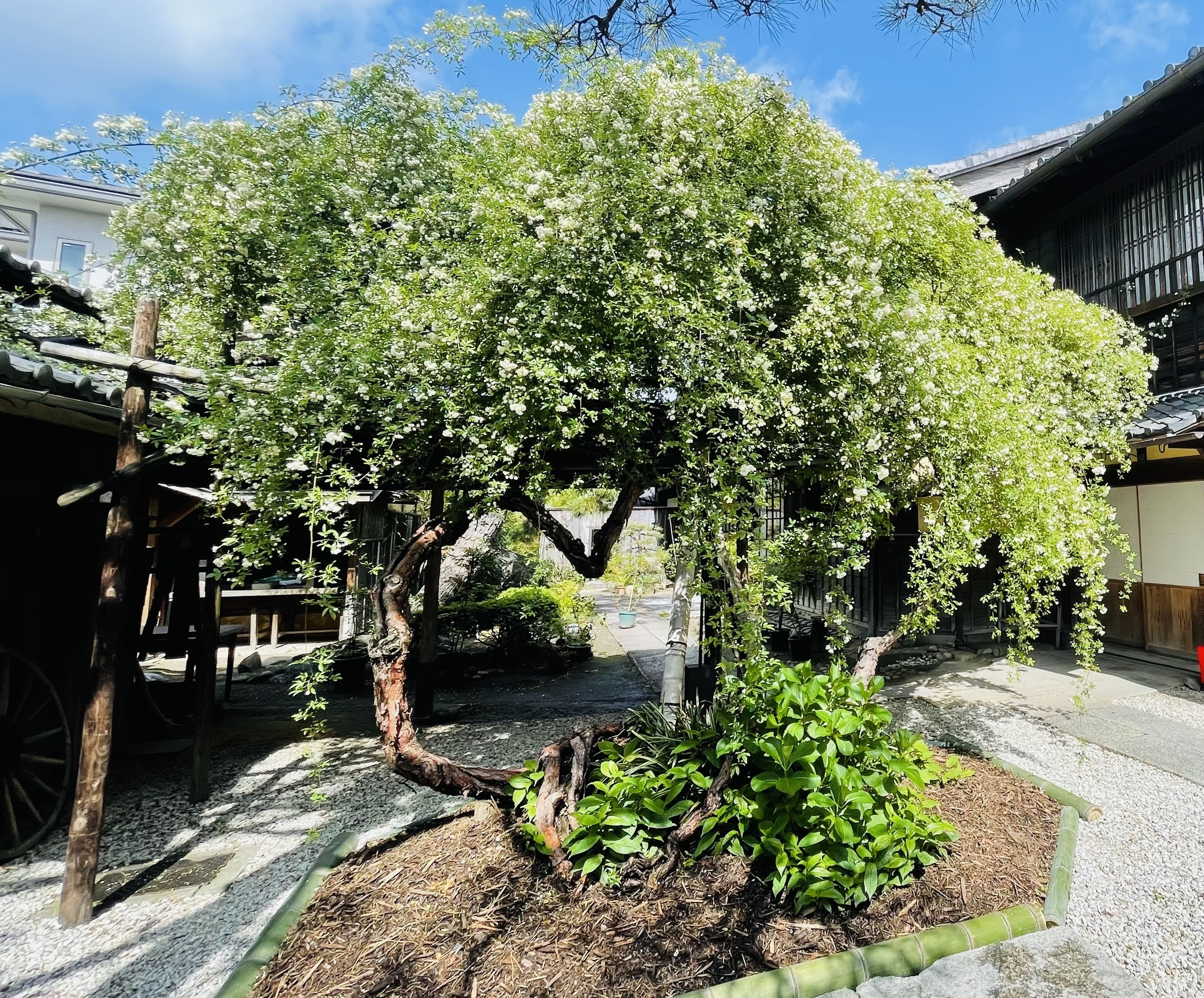
萬三の白モッコウバラ

## 文化

### 祭事・催事

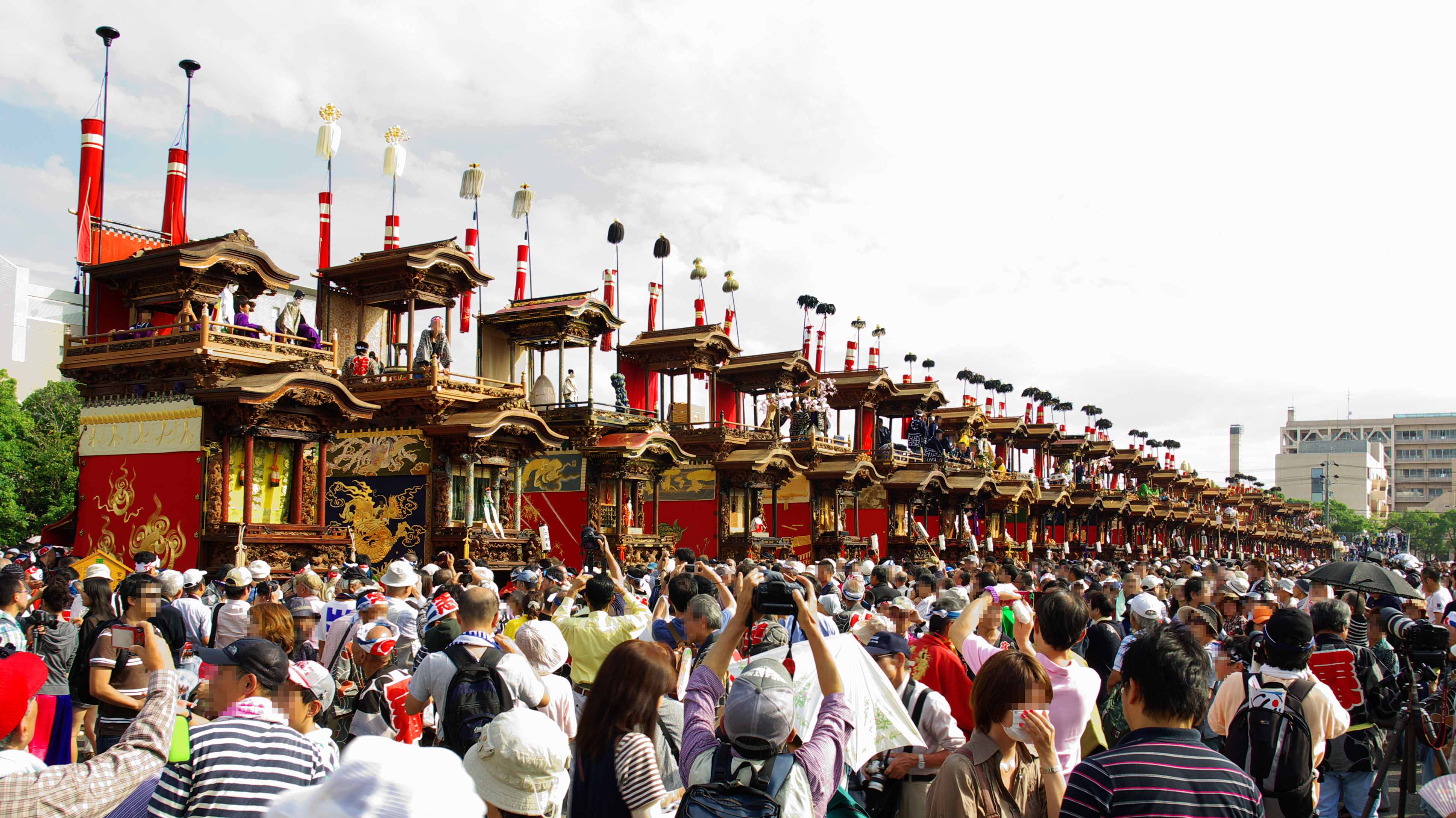
はんだ山車まつり

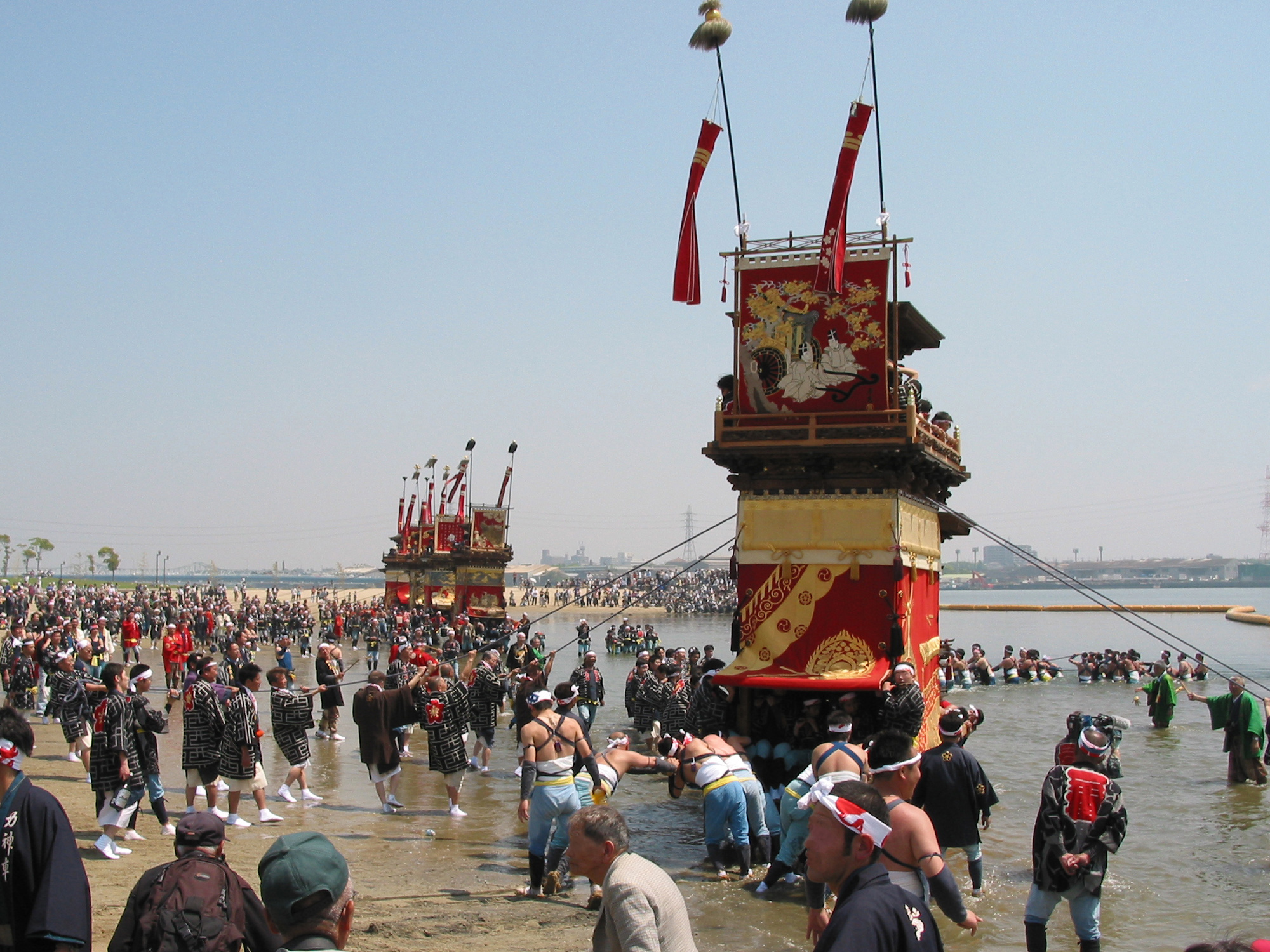
亀崎潮干祭

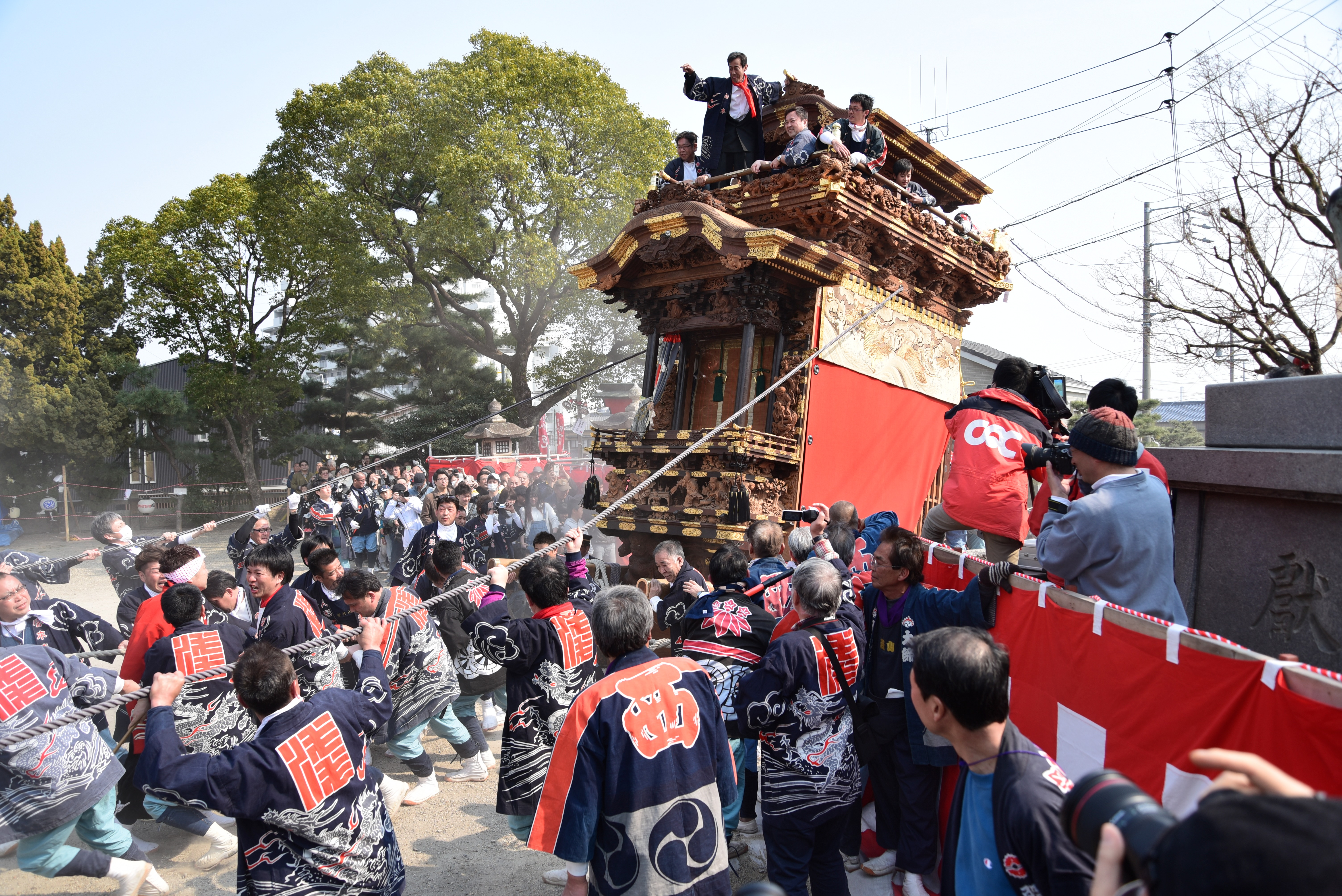
乙川祭り

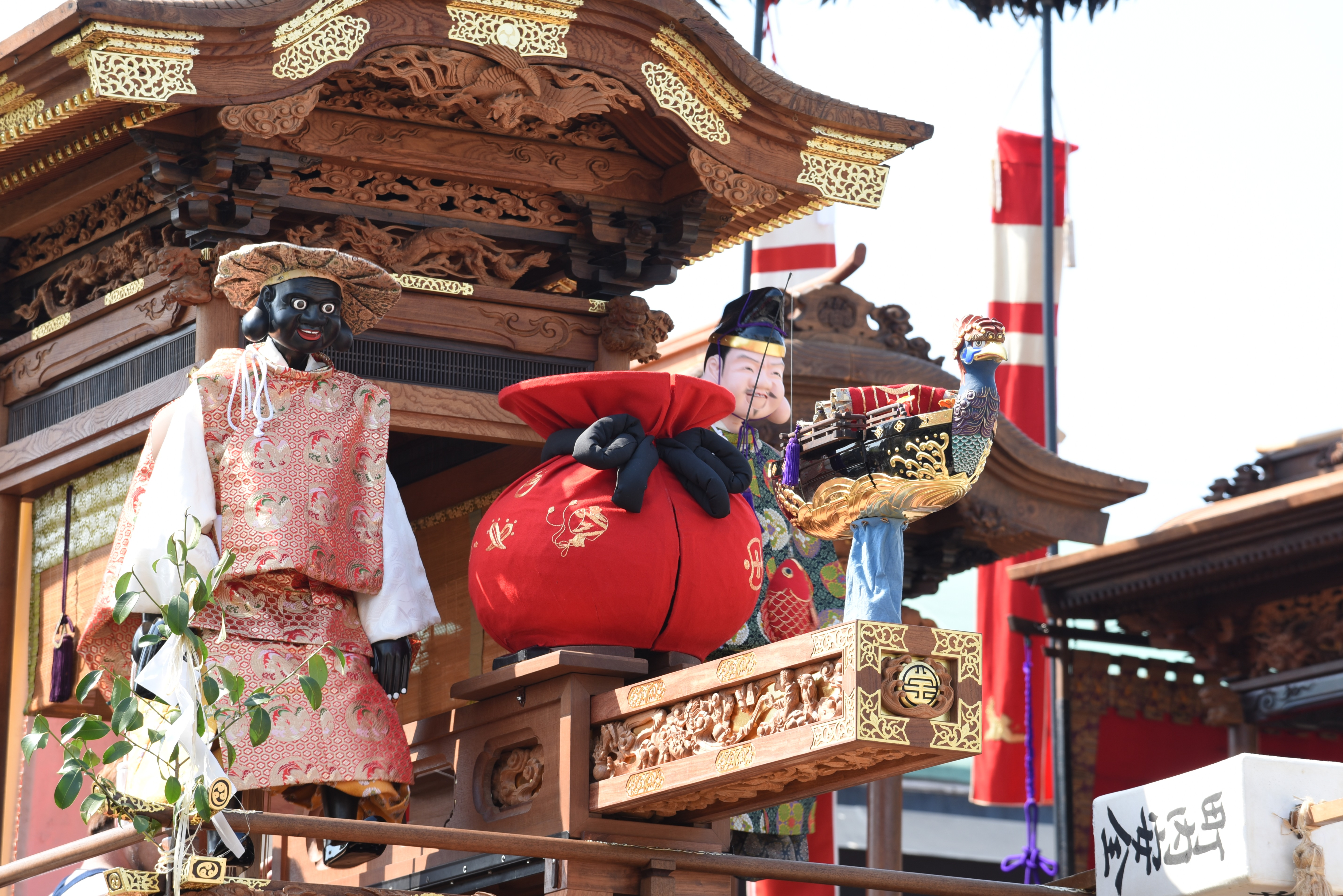
南組護王車の山車からくり（下半田地区祭礼）

この項目における山車はすべて知多型であり、当市で発展したため、別名「半田型」とも呼ばれる。
はんだ山車まつり（5年毎に開催、10月第1土日）
半田市内には豪華な彫刻・大幕で飾られた重厚な山車が市内各地区に全部で31台あり、毎年春に各地区の祭りで曳きまわされている。5年に一度、西暦の最後の一桁が2または7となる年に開催されるこのまつりでは、その31台の山車が一堂に会し、期間中は多くの観光客で賑わう。
なお、半田の山車ぞろえは、犬山や高山のように神事の一環として行う祭事ではなく、飽くまで市内の文化財指定の山車を一か所にそろえる事が目的のイベントであるため、山車を保存する施設が神社境内にある岩滑地区などの一部を除き、期間中に神社へ入る山車は無い。
これは、武豊町や東海市など、知多半島の他の自治体で行われる山車ぞろえも同様である。
乙川祭り（3月下旬土日）
古文書や、宝暦5年（1755年）の「乙川村祭禮絵巻」に描かれていることなどから宝暦年間以前から伝わっている祭礼。
入水上神社(乙川大社)に四輛の山車を曳き入れ、からくり人形を奉納する。山車組は、地区制の「組」ではなく、血縁制の「山」からなる。
成岩地区祭礼（4月第2土日）
成岩神社に山車四輛を曳き入れ、大獅子・小獅子の舞を奉納する。
特記として、成岩西組は武豊町北部（馬場・下門地区の一部）が巡回ルートに入ることがある。
西成岩地区祭礼（4月第2土日）
成石神社に山車二輛を曳き入れ、三番叟・神楽・巫女舞いを奉納。
協和地区・成岩地区の一部の山車と市立図書館駐車場で揃う。
協和地区祭礼（4月第2土日）
白山神社に山車二輛を曳き入れ、三番叟・巫女の舞いを奉納する。
白山神社への急勾配は、山車組二組総出で一輛ずつ坂上げする。
岩滑地区祭礼（4月第2土日）
八幡社(岩滑)に山車二輛を曳き入れ、三番叟・神楽・巫女の舞いなどを奉納する。
岩滑新田地区祭礼（4月第2土日）
神明社に山車二輛を曳き入れ、神子・三番叟を奉納する。
板山地区祭礼（4月第2土日）
板山神社に山車三輛を、八幡社（板山）に山車1輛を曳き入れ、三番叟・神楽・巫女の舞いなどを奉納する。また、八幡社では獅子神楽・幣の舞を奉納する。
上半田地区祭礼（4月第2土日）
住吉神社(入水神社)に山車二輛を曳き入れる。また、神社境内のため池（宮池）にちんとろ舟を二隻浮かべ、船上より三番叟を奉納する。
下半田地区祭礼（4月第3土日）
業葉神社に山車四輛を夕刻に曳き入れ、提灯を点燈したのち、三番叟・太平楽の舞・采振り（からくり人形）・巫女舞（からくり人形）を奉納する。
亀崎潮干祭（5月3・4日）
言い伝えによれば、室町時代の応仁・文明年間に起源を持つ半田市亀崎町に伝わる祭礼。神前神社（通称：県社）前の海浜に、江戸時代後期に建造された知多型（半田型）の山車5台を曳き下ろして整列、からくり人形を奉納する。伊勢湾台風後は堤防で塞がれて海中への曳き下ろしができなくなったが、近年に堤防を開閉式にしてその先を人工砂浜として整備し、曳き下ろしが可能となった。その後は、町の西にある尾張三社へ神輿が移動することから、山車はそれに従う形で曳き回される。2日目は1日目と逆のコースを取る。「亀崎潮干祭の山車」5台は1966年（昭和41年）に愛知県有形民俗文化財に指定され、2006年（平成18年）には「亀崎潮干祭の山車行事」が国の重要無形民俗文化財に指定された。2016年（平成28年）に、ユネスコ無形文化遺産に登録された。

### 名産品・名物

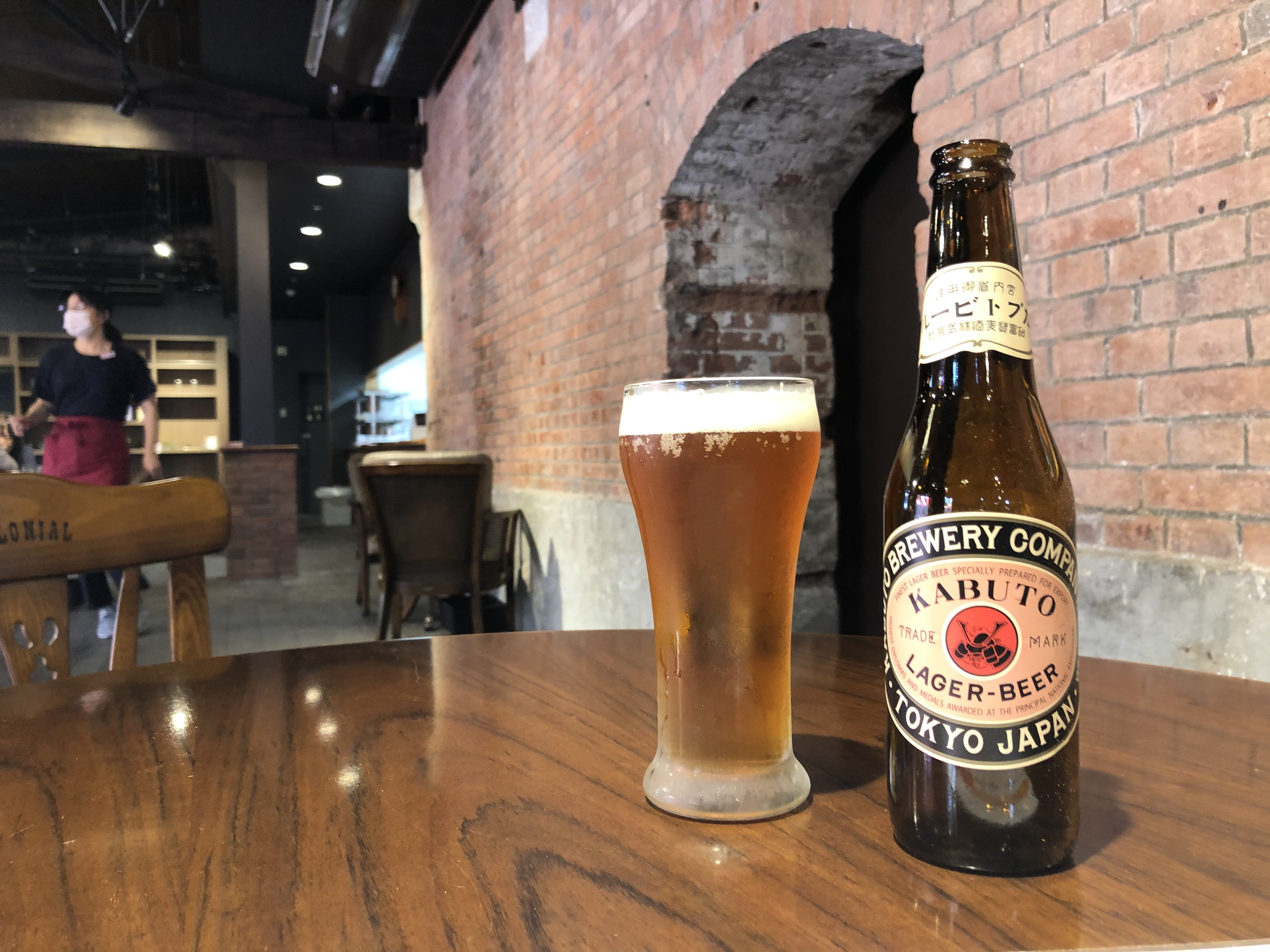
復刻カブトビール

- 生せんべい
- ミツカン
- 復刻カブトビール[13]

## 出身著名人

### 政財界
- 榊原伊三 - 半田市長
- 榊原純夫 - 半田市長
- 草間三郎 - セイコーエプソン相談役。
- 石原大二 - コメ兵創業者。
- 中埜和英 - ミツカングループ本社社長

### 文化
- あかほりさとる - 作家。
- 秋月達郎 - 作家。
- 澤田ふじ子 - 作家。
- 大碇紋太郎 - 大相撲力士。大関。
- 新美南吉 - 作家。
- 二宮隆雄 - 作家。
- 原田治 - 作家。
- 小栗風葉 - 小説家。
- 鈴木花蓑 - 俳人。
- 三遊亭とん馬 - 落語家。
- 三遊亭栄豊満 - 落語家。
- 原田篤 - 俳優。女優の秋本奈緒美の夫。
- 竹内銃一郎 - 劇作家。
- 山本梅荘 - 画家。
- 杉浦由梨 - 美術家。漫画家「三浦よし木」。
- 平松政俊 - 放送作家、脚本家。
- 貴島サリオ - 歌手。
- 山本剛史 - 俳優。
- ケイコ・リー - ミュージシャン。
- 野崎眞一 - 作曲家。
- 間瀬礼章 - 舞台俳優。
- 森信三 - 教育者・哲学者。神戸大学教授。
- 奥谷かひろ - 漫画家、あかほりさとるの妹。
- 大宮三郎 - アニメプロデューサー。アニメーターの渡辺真由美の夫。
- 川田祐 - 俳優。
- 榊原喜三 - マンドリン奏者。
- 竹内健人 - お笑い芸人（ミルククラウン）。吉本興業。
- ホンキートンク - 漫才コンビ。
- 新海岳人 - 映像作家。
- 村井修 - 写真家。
- 山下敦弘 - 映画監督。
- 小野木梨衣 - アナウンサー。
- 平野泰新 - 男性アイドルグループのMAG!C☆PRINCEメンバー。

### スポーツ
- 光岡映二 - 格闘家。
- 杉浦透 - プロレスラー。
- 岩本好広 - プロ野球選手・政治家。大治町長。
- 長谷川良平 - プロ野球選手・プロ野球監督。
- 槙原寛己 - プロ野球選手・野球解説者。
- 関啓扶 - プロ野球選手。
- 石川昂弥 - プロ野球選手。
- 永井聖美 - 競艇選手。
- 石川慈 - 柔道選手。

### その他
- 新美育文 - 法学者。明治大学教授。環境省中央環境審議会会長代理。
- 尾崎健一 - 陸上自衛隊事務官・著作家。尾崎豊の父。
- 浅賀ふさ - 日本の医療社会事業家で、日本における医療ソーシャルワーカーの先駆者。